# Gary Medel
Gary Alexis Medel Soto (Santiago de Chile, 3 de agosto de 1987) es un futbolista profesional chileno que se desempeña como defensa central o volante de contención en Universidad Católica de la Primera División de Chile. Es internacional absoluto con la selección de Chile desde 2007, con la cual ha sido campeón de la Copa América en 2015 y en 2016. Integró la Generación Dorada del fútbol chileno.
Es hermano mayor del también futbolista chileno Kevin Medel que juega en Universidad de Concepción de la Primera B de Chile.

## Trayectoria

### Inicios
Empezó como futbolista en las divisiones inferiores del Club Deportivo Universidad Católica, club al que llegó con doce años. Mario Lepe, entrenador que lo dirigió en la categoría de cadetes a los catorce años, fue quien propuso su nombre, junto a otros entrenadores, para ser ascendido al primer equipo.

### Universidad Católica (2006-2009)
Medel comenzó su carrera futbolística profesional en la Universidad Católica. El 27 de agosto de 2006 se produjo su debut oficial en la Universidad Católica, en el Clásico universitario contra la Universidad de Chile, desempeñándose como defensor lateral.
El 28 de julio de 2007 marcó el último gol en la victoria de su equipo frente a Deportes La Serena, por el Torneo Clausura. El 26 de agosto, en el Estadio Nacional se enfrentó en el clásico ante Universidad de Chile, teniendo una buena actuación y marcando los 2 goles con los que su equipo venció a su clásico rival por 2-1, siendo el segundo gol de gran factura, recibiendo un pase largo de Rodrigo Toloza y pegándole de volea venciendo a golero Miguel Pinto. El 25 de noviembre convirtió el tercer gol del partido que Universidad Católica ganó por 3-0 frente a Coquimbo Unido. Su equipo consiguió el segundo puesto en el grupo B en ese torneo, pero quedó eliminado en cuartos de final frente a Universidad de Concepción, luego ganar en la ida 5-3 y perder en la vuelta 2-0.
En 2008 disputó la Copa Libertadores de América, jugando los 6 partidos en la fase de grupos que su equipo compartió con River Plate de Argentina, Club América de México y Club Deportivo Universidad San Martín de Porres. Frente al club mexicano, en el último partido de la fase de grupos jugado el 4 de abril, marcó un gol en la victoria de su equipo por 2-0, aunque no logró clasificar a la siguiente fase del torneo. En el Torneo Apertura convirtió el segundo gol con el que su club le ganó por 2-0 el clásico a Universidad de Chile jugado el 27 de abril. Finalizó ese torneo en el segundo puesto del grupo 4, pero quedó eliminado en cuartos de final frente a Colo-Colo, luego de perder 3-1 en el partido de ida y empatar 1-1 en el partido de vuelta. En el segundo semestre del año disputó la Copa Sudamericana y quedó eliminado en octavos de final con Internacional de Porto Alegre, luego de vencer en la fase preliminar a River Plate de Montevideo y al club Olimpia de Paraguay en la primera fase. En el Torneo Clausura marcó el cuarto gol con el que su equipo venció a Provincial Osorno por 4-2, el 20 de julio de 2008. El 17 de agosto, en el encuentro que finalizó con derrota por 4-0 frente a Huachipato, sufrió una fractura del arco cigomático izquierdo de su rostro, aunque pudo seguir jugando los siguientes partidos, pero con una máscara ortopédica. Volvió a anotar un gol el 21 de septiembre, en la victoria por 5-3 frente a Deportes Melipilla. El 5 de octubre, en el partido que enfrentó a su club con Universidad de Concepción, convirtió el segundo gol con el que logró la victoria por 5-3. Se enfrentó al Club Rangers, por los cuartos de final del torneo, y en el partido de ida marcó el tercer tanto con el que su equipo pasó a ganar el partido, aunque finalmente terminó 3-3. En el partido de vuelta quedó eliminado por la regla de gol de visitante, ya que el resultado terminó 1-1.
En 2009 disputó el Torneo Apertura. Su equipo logró la clasificación a la siguiente fase del torneo luego de quedar en el quinto puesto con 8 partidos ganados, 3 partidos empatados y 6 partidos perdidos. En el partido de vuelta de los cuartos de final del campeonato frente a Santiago Morning marcó un gol en la victoria por 4-1, logrando la clasificación luego de ganar 4-0 en el encuentro de ida. En la semifinal se enfrentó a la Unión Española y, luego de igualar ambos partidos 0-0, quedó eliminado en la definición por penales. Su último partido en el club fue ante Cobresal (empate 1-1), el 19 de julio de 2009.

### Boca Juniors (2009-2010)
Gary Medel llegó a Boca Juniors a mediados de 2009. El club acordó su incorporación a préstamo por 300 mil dólares, con una opción de compra de 2,5 millones de dólares y el intercambio por Damián Diaz, quien jugó en calidad de cedido por un año al club chileno. Su primer partido en Boca se produjo en un amistoso por la Copa Audi 2009 frente al Manchester United de Inglaterra, en el que una asistió a Federico Insúa en el único gol de su equipo en su derrota por 2 a 1. Su debut oficial se dio el 20 de agosto de 2009 en el empate 1-1 frente a Club Atlético Vélez Sarsfield por la Copa Sudamericana, siendo ovacionado por los simpatizantes. Exactamente un mes después, el 20 de septiembre marcó su primer gol en la derrota por 3-2 frente a Godoy Cruz de Mendoza por el Torneo Apertura y en el segundo tiempo del encuentro fue expulsado. El 15 de noviembre, por la decimocuarta fecha del Torneo Apertura, volvió a convertir un gol en el empate 1-1 de su equipo contra Arsenal de Sarandí, siendo su segundo en el club. Una semana después, el 22 de noviembre y por la decimoquinta fecha del torneo local convirtió el primer tanto del encuentro entre Boca y Gimnasia y Esgrima La Plata, que finalizó con goleada por 4-0, siendo este su tercer tanto en el club argentino. Su equipo finalizó el Torneo Apertura en la 11.ª posición con 7 partidos ganados, 6 empatados y 6 perdidos.

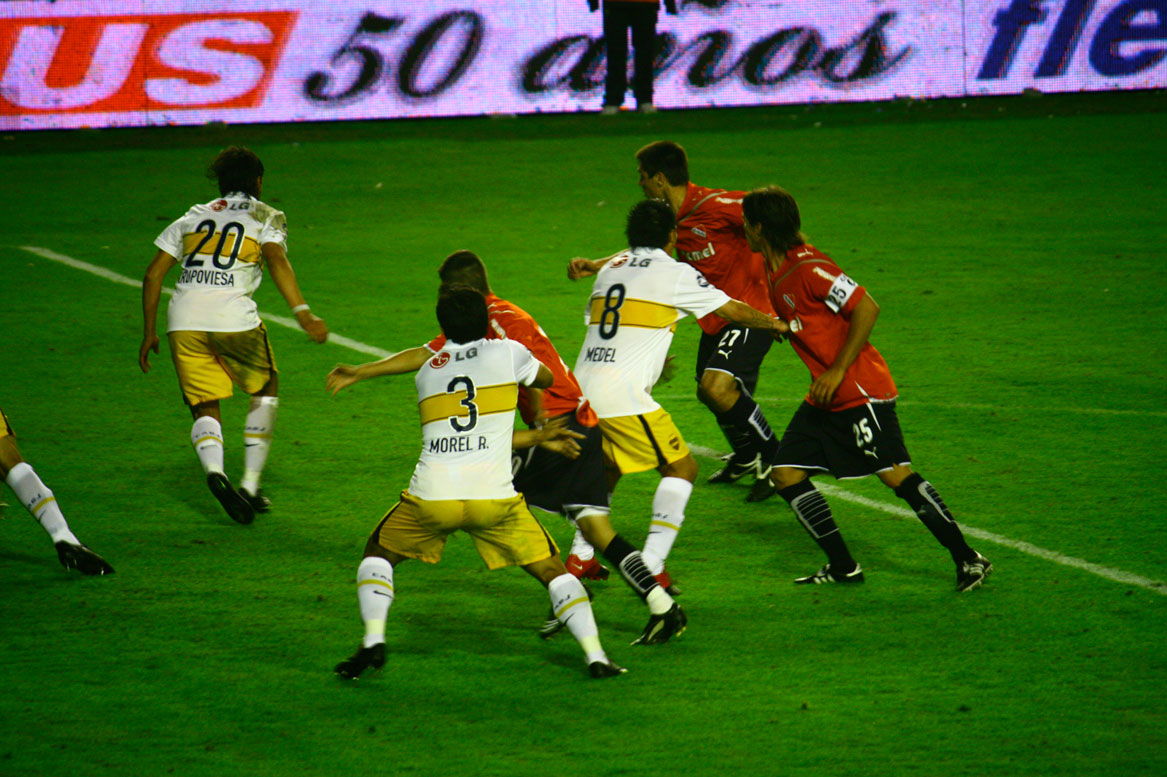
Medel defendiendo los colores de Boca en un partido contra Independiente en 2009

El 3 de febrero de 2010, por la segunda jornada del Torneo Clausura, marcó su cuarto gol en el club y el primer gol del partido entre su Boca y el Club Atlético Lanús que finalizó con victoria por 3-1 para su equipo. El 2 de marzo, por la séptima fecha del Torneo Clausura marcó el cuarto gol en el empate 4-4 frente a Club Atlético Vélez Sarsfield y se lo dedicó a las víctimas del terremoto ocurrido en Chile pocos días antes. El 25 de marzo, por la 10.ª fecha del torneo, disputó el Superclásico del fútbol argentino frente a River Plate y su participación fue decisiva ya que marcó los 2 goles con los que su equipo derrotó a su rival por 2-0. Su equipo finalizó en el 16.º puesto del campeonato con 5 victorias, 5 empates y 9 derrotas.
Después de su participación en el Mundial de Sudáfrica 2010, recibió varias ofertas de clubes europeos, principalmente del Sevilla FC. Pese a las ofertas recibidas, la dirigencia del club argentino renovó su contrato un año.
En el segundo semestre del año disputó el Torneo Apertura 2010, siendo uno de los jugadores con más partidos en el equipo, detrás de Martín Palermo y Juan Insaurralde. La campaña del equipo en aquel torneo no fue buena, ya que terminó en el 12.º puesto de la tabla, lejos de la pelea por el título, con un resultado de 7 victorias, 4 empates y 8 derrotas.
A comienzos del año 2011, Boca volvió a recibir una oferta del Sevilla y Medel pidió que lo transfirieran para poder progresar en su carrera como futbolista profesional. Es por eso que el 22 de enero jugó su último encuentro en Boca, un amistoso en Mar del Plata frente a River Plate que finalizó con victoria de su equipo por 2-0.

### Sevilla (2011-2013)

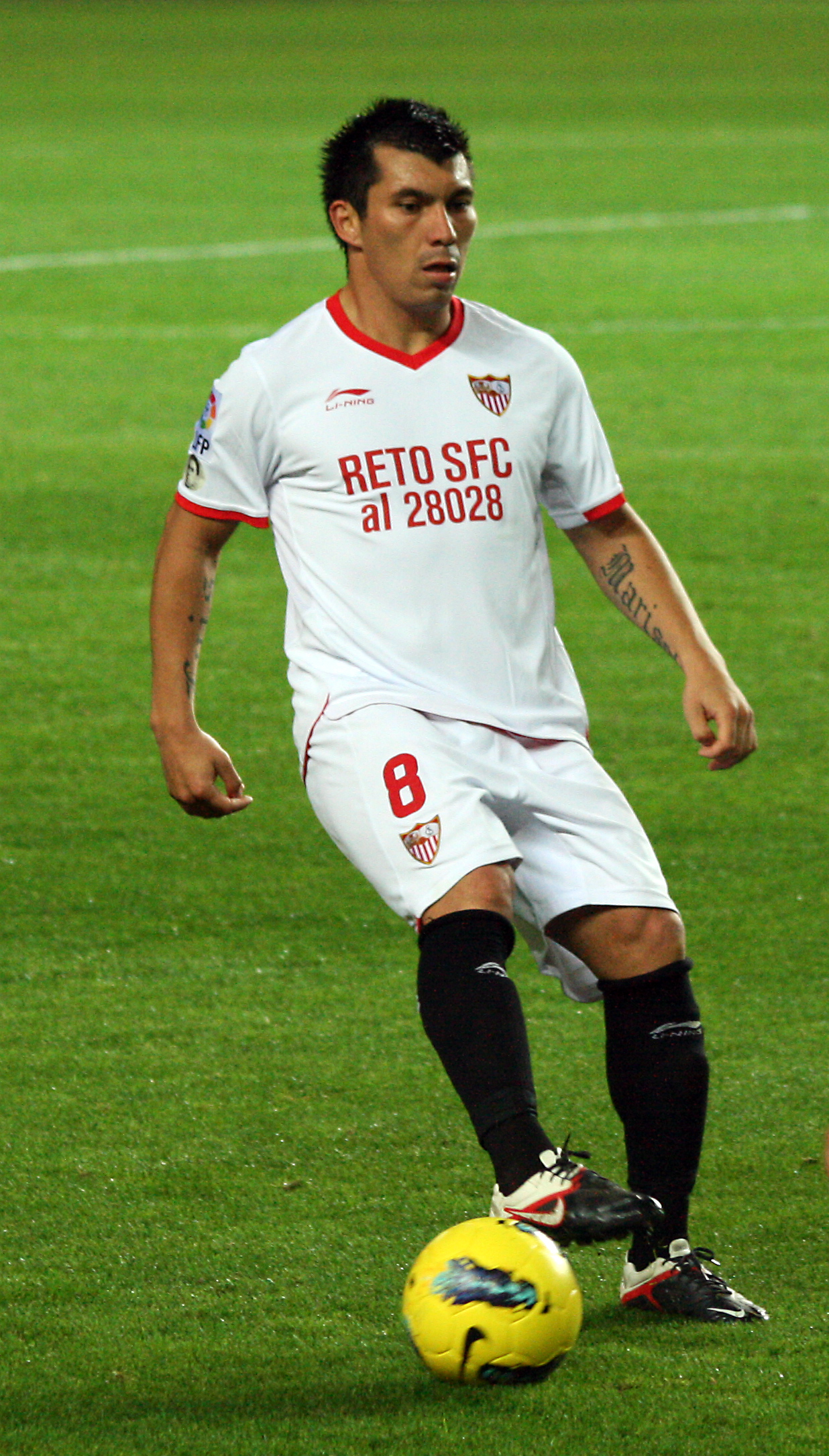
Gary Medel jugando para el Sevilla FC.

En enero de 2011, y después de varios meses detrás de Medel, el Sevilla FC lo incorpora a su plantilla, a cambio de 3,5 millones de euros. Su primer partido con la camiseta sevillista fue contra el Real Madrid en el encuentro de vuelta de la semifinal de la Copa del Rey, entrando a los 84 minutos del partido que finalizó con derrota 2-0 y eliminación de la copa. Su debut en la Liga BBVA se dio como titular en la 25.ª jornada, en un partido disputado en Santander contra el Racing, que terminó con derrota por 3-2 de los hispalenses. Su debut en competiciones europeas se produjo en los dieciseisavos de final de la UEFA Europa League frente al Oporto. En el partido de ida, el club andaluz fue derrotado por 2-1 y en el partido de vuelta ganó por 1-0, quedando eliminado de la copa por la regla de gol de visitante. El 13 de marzo, en el partido en que su equipo se enfrentó al FC Barcelona en Liga, tuvo un papel clave, evitando dos goles azulgranas sobre la línea, logrando así sostener el empate 1-1 hasta el final del partido. Al finalizar la temporada, terminó jugando 18 encuentros, de los cuales 16 fueron como titular y su equipo quedó en el 5.º puesto de la liga española con 17 partidos ganados, 7 empatados y 14 perdidos. Comenzó la temporada 2011/12 jugando la ronda de play-off de la UEFA Champions League frente al Sporting Clube de Braga, quedando eliminado después de caer derrotado en el partido de ida por 2-1 y empatar 1-1 en el partido de vuelta, en el cual fue expulsado en el minuto 90. Fue titular en el primer partido de la Liga BBVA jugado el 28 de agosto contra el Málaga CF, consiguiendo una victoria por 2-1. En enero de 2012, su equipo se enfrentó al Valencia CF en octavos de final de la Copa del Rey y quedó eliminado por la regla de gol de visitante tras caer en la ida 1-0 y vencer en la vuelta 2-1. El 18 de febrero, en la 24.ª jornada de La Liga BBVA, Medel marcó su primer gol en el Sevilla en la victoria de su equipo frente al Osasuna por 2-0, cortando una racha de ocho partidos sin victorias para la escuadra andaluza. Una semana después, el 26 de febrero y en la jornada 25, volvió a marcar un gol en la victoria de su equipo por 2-1 frente al Valencia CF, siendo su segundo gol en el club. Su equipo terminó la temporada en el 9.º puesto en la Liga BBVA con 13 victorias, 11 empates y 14 derrotas.
El 15 de febrero de 2013 logró su primer triplete como profesional en una victoria por 3 a 1 ante el Deportivo de la Coruña. Gary Medel jugó su último partido con la camiseta del Sevilla en el triunfo en Old Trafford en un amistoso ante el Manchester United.

### Cardiff City (2013-2014)

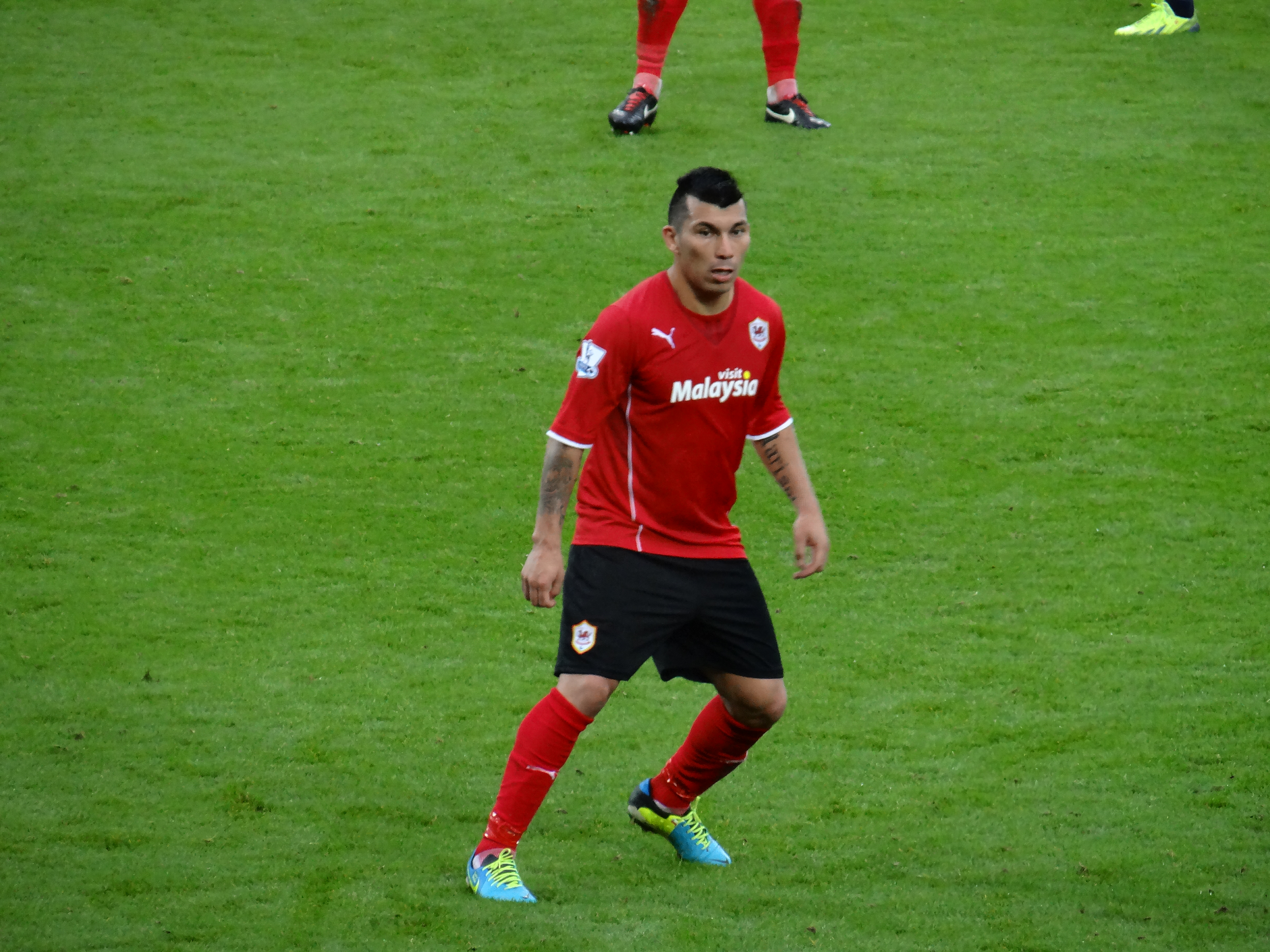
Gary Medel en su paso por el Cardiff City

A mediados de 2013, el Cardiff City, recientemente ascendido a la Premier League después de 51 años, logra el traspaso de Medel a cambio de 13 millones de euros. Antes de eso habían llegado ofertas desde la Fiorentina y el Everton, entre otros clubes, pero la oferta desde Gales fue la más importante.
Debutó en el equipo galés el 17 de agosto en la derrota 2-0 ante el West Ham United, partido en el que fue como titular y que correspondía a la primera jornada de la temporada 2013/14. En su primera temporada lograría jugar 34 partidos, totalizando 2873 minutos en el campo, sufriendo con su equipo el descenso a la Football League Championship.

### Inter de Milán (2014-2017)
Después de largas negociaciones, el 6 de agosto de 2014 se oficializa su fichaje por el Inter de Milán, por el cual había hecho público su interés haciendo a un lado otras ofertas. Llega al equipo nerazzurro para cubrir la salida de Esteban Cambiasso después de haber tenido una participación destacada en el Mundial de Brasil. La adaptación al equipo italiano fue muy rápida y positiva. Tras los primeros partidos, ya recibía elogios de la prensa. Según la Gazzeta dello Sport, "el chileno es quien dirige al equipo, es un jugador vérsatil y ya se está ganando a los aficionados. Cuando un jugador pone el corazón y lo mezcla con buena técnica rápidamente se gana los aplausos". Por su parte, el Corriere dello Sport sostuvo que "si sigue así va camino a transformarse en un ídolo del Inter. Su juego es impresionante, ha servido para darle equilibrio al equipo de Mazzarri, es un jugador que nunca se da por vencido y que además posee una gran técnica".

### Besiktas (2017-2019)
Tras la Copa FIFA Confederaciones 2017, el nuevo técnico del Inter; Luciano Spalletti no tendría en cuenta a Medel, por lo que debería partir del club italiano, tras tener ofertas de Boca Juniors y clubes mexicanos, finalmente el 11 de agosto de 2017 fichó por el Besiktas de la Superliga de Turquía a cambio de 2,5 millones de euros.
El 7 de abril de 2018 anotó su primer gol con el conjunto turco en la goleada por 5-1 sobre el Goztepe por la fecha 28 de la Superliga turca, anotó el 2-0 parcial al minuto 26' tras un disparo desde afuera del área. En su primera temporada con el Besiktas, jugó 40 partidos, anotó 1 y dio 2 asistencias, por la Superliga jugó 25 partidos y anotó 1 gol, por la Copa de Turquía jugó 7 encuentros, además debutó en la UEFA Champions League jugando los 8 encuentros del Besiktas en el torneo llegando a octavos.

### Bologna (2019-2023)
En agosto de 2019 se concretó su traspaso al Bologna de la Serie A italiana.

### Vasco da Gama (2023-2024)
El 11 de julio de 2023 ficha en condición de libre por el Vasco da Gama del Brasileirão.

## Selección nacional

### Selección Sub-20

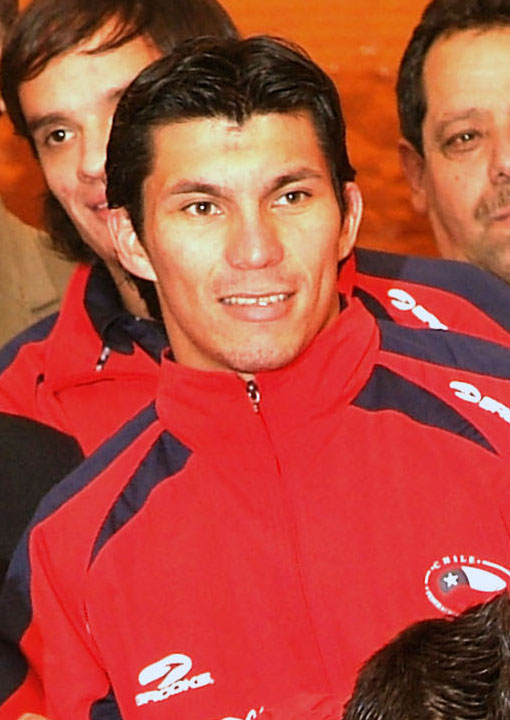
Medel en 2007.

Fue convocado por José Sulantay para el Sudamericano Sub-20 de 2007 en Paraguay. En la primera fase por el Grupo A jugó 3 partidos, el primero la caída 4-2 sobre Brasil jugando 84 minutos, el segundo también fue derrota 0-1 contra Paraguay, y el tercer partido terminó en goleada 4-0 sobre Bolivia, finalmente clasificaron al Hexagonal Final al acabar terceros en su grupo con 6 puntos. Tras perdese un par de fechas (1 del Grupo A y 1 del Hexagonal) jugó los 90 minutos en la igualdad 2-2 ante Brasil con doblete de Arturo Vidal (ambos de penal) por el Hexagonal Final, en el siguiente partido igualaron 0-0 con Argentina. Por una pequeña lesión se perdió el duelo contra Uruguay (1-1) y volvió para el último partido del Hexagonal contra Paraguay, ingresando al minuto 57 por Juan Pablo Arenas partido que al cabo los clasificó para el Mundial Sub-20 de Canadá.
Jugó seis partidos por el Sudamericano Sub-20 de 2007 sin poder anotar, pero jugando a gran nivel como volante defensivo en los 432 minutos que disputó.
Tras su gran Sudamericano, nuevamente fue convocado por Sulantay para el Mundial Sub-20 de Canadá 2007. Empezaron de gran manera goleando 3-0 al anfitrión Canadá y Congo, para el último partido del grupo, Sulantay planteó un equipo B pensando en los octavos de final por lo que empezó desde el banco en la igualdad 0-0 con Austria, aunque ingresando al minuto 28 del primer tiempo por molestias físicas de Carlos Carmona. En los octavos de final vencieron por la cuenta mínima a Portugal con solitaria anotación de Arturo Vidal. En cuartos de final enfrentaron a Nigeria y tras igualar 0-0 en los 90 minutos, se destaparon en el tiempo extra marcando 4 goles (2 de contragolpe) y en el último gol al minuto 120+1' metió un pase de aproximadamente 40 metros desde al área chilena para asistir a Mathías Vidangossy de contragolpe para que marcase el 4-0 final en el mejor partido del equipo de Sulantay en aquel mundial. En el duelo de semifinales contra Argentina en Toronto fue expulsado al minuto 24 tras patear en el suelo a Gabriel Mercado, siendo suspendido para el partido por el tercer lugar ya que los chilenos cayeron por 0-3 en un polémico partido con arbitraje de Wolfgang Stark. Al haber sido expulsado no pudo jugar el duelo por el tercer lugar contra Austria, partido que Chile ganó 1-0 con solitaria anotación de Hans Martínez.
Cumplió un papel clave para el tercer puesto de Chile en aquel Mundial juvenil (a pesar de no jugar el partido por el bronce), jugando 6 duelos y estando 476 minutos en el campo de juego.

#### Participaciones en Sudamericanos
| Sudamericano             | Sede     | Resultado    | PJ | Goles |
| ------------------------ | -------- | ------------ | -- | ----- |
| Sudamericano Sub-20 2007 | Paraguay | Cuarto lugar | 6  | 0     |

#### Detalles de partidos
| \| N.º \| Fecha \| Estadio \| Local \| Resultado \| Visitante \| Goles \| Asistencias \| Cambio \| DT \| Competición \| \| ----- \| ---------- \| ---------------------------------------------------- \| -------- \| ----------- \| --------- \| ----- \| --------------------------- \| --------------------------- \| ------------- \| --------------------------- \| \| 1 \| 07-01-2007 \| Estadio Río Parapití, Pedro Juan Caballero, Paraguay \| Brasil \| 4-2 \| Chile \| \| \| 84' por Christian Sepúlveda \| José Sulantay \| Sudamericano Sub-20 de 2007 \| \| 2 \| 09-01-2007 \| Estadio Río Parapití, Pedro Juan Caballero, Paraguay \| Paraguay \| 1-0 \| Chile \| \| \| \| José Sulantay \| Copa Mundial Sub-20 de 2007 \| \| 3 \| 11-01-2007 \| Estadio Río Parapití, Pedro Juan Caballero, Paraguay \| Bolivia \| 0-4 \| Chile \| \| 66' a Mathías Vidangossy \| \| José Sulantay \| Copa Mundial Sub-20 de 2007 \| \| 4 \| 21-01-2007 \| Estadio Feliciano Cáceres, Luque, Paraguay \| Brasil \| 2-2 \| Chile \| \| \| \| José Sulantay \| Copa Mundial Sub-20 de 2007 \| \| 5 \| 23-01-2007 \| Defensores del Chaco, Asunción, Paraguay \| Chile \| 0-0 \| Argentina \| \| \| \| José Sulantay \| Copa Mundial Sub-20 de 2007 \| \| 6 \| 28-01-2007 \| Defensores del Chaco, Asunción, Paraguay \| Chile \| 2-3 \| Paraguay \| \| \| 57' por Juan Pablo Arenas \| José Sulantay \| Copa Mundial Sub-20 de 2007 \| \| 7 \| 01-07-2007 \| Nacional, Toronto, Canadá \| Canadá \| 0-3 \| Chile \| \| \| \| José Sulantay \| Copa Mundial Sub-20 de 2007 \| \| 8 \| 05-07-2007 \| Estadio de la Mancomunidad, Edmonton Canadá \| Chile \| 3-0 \| Congo \| \| \| \| José Sulantay \| Copa Mundial Sub-20 de 2007 \| \| 9 \| 08-07-2007 \| Nacional, Toronto, Canadá \| Chile \| 0-0 \| Austria \| \| \| 28' por Carlos Carmona \| José Sulantay \| Copa Mundial Sub-20 de 2007 \| \| 10 \| 12-07-2007 \| Estadio Olímpico, Montreal, Canadá \| Chile \| 1-0 \| Portugal \| \| \| \| José Sulantay \| Copa Mundial Sub-20 de 2007 \| \| 11 \| 15-07-2007 \| Estadio Olímpico, Montreal, Canadá \| Chile \| 4-0 (t. s.) \| Nigeria \| \| 120+1' a Mathías Vidangossy \| \| José Sulantay \| Copa Mundial Sub-20 de 2007 \| \| 12 \| 19-07-2007 \| Nacional, Toronto, Canadá \| Chile \| 0-3 \| Argentina \| \| \| \| José Sulantay \| Copa Mundial Sub-20 de 2007 \| \| Total \| \| Presencias \| 12 \| \| Goles \| 0 \| \| \| \| \| |            |                                                      |          |             |           |       |                             |                             |               |                             |
| N.º | Fecha      | Estadio                                              | Local    | Resultado   | Visitante | Goles | Asistencias                 | Cambio                      | DT            | Competición                 |
| 1 | 07-01-2007 | Estadio Río Parapití, Pedro Juan Caballero, Paraguay | Brasil   | 4-2         | Chile     |       |                             | 84' por Christian Sepúlveda | José Sulantay | Sudamericano Sub-20 de 2007 |
| 2 | 09-01-2007 | Estadio Río Parapití, Pedro Juan Caballero, Paraguay | Paraguay | 1-0         | Chile     |       |                             |                             | José Sulantay | Copa Mundial Sub-20 de 2007 |
| 3 | 11-01-2007 | Estadio Río Parapití, Pedro Juan Caballero, Paraguay | Bolivia  | 0-4         | Chile     |       | 66' a Mathías Vidangossy    |                             | José Sulantay | Copa Mundial Sub-20 de 2007 |
| 4 | 21-01-2007 | Estadio Feliciano Cáceres, Luque, Paraguay           | Brasil   | 2-2         | Chile     |       |                             |                             | José Sulantay | Copa Mundial Sub-20 de 2007 |
| 5 | 23-01-2007 | Defensores del Chaco, Asunción, Paraguay             | Chile    | 0-0         | Argentina |       |                             |                             | José Sulantay | Copa Mundial Sub-20 de 2007 |
| 6 | 28-01-2007 | Defensores del Chaco, Asunción, Paraguay             | Chile    | 2-3         | Paraguay  |       |                             | 57' por Juan Pablo Arenas   | José Sulantay | Copa Mundial Sub-20 de 2007 |
| 7 | 01-07-2007 | Nacional, Toronto, Canadá                            | Canadá   | 0-3         | Chile     |       |                             |                             | José Sulantay | Copa Mundial Sub-20 de 2007 |
| 8 | 05-07-2007 | Estadio de la Mancomunidad, Edmonton Canadá          | Chile    | 3-0         | Congo     |       |                             |                             | José Sulantay | Copa Mundial Sub-20 de 2007 |
| 9 | 08-07-2007 | Nacional, Toronto, Canadá                            | Chile    | 0-0         | Austria   |       |                             | 28' por Carlos Carmona      | José Sulantay | Copa Mundial Sub-20 de 2007 |
| 10 | 12-07-2007 | Estadio Olímpico, Montreal, Canadá                   | Chile    | 1-0         | Portugal  |       |                             |                             | José Sulantay | Copa Mundial Sub-20 de 2007 |
| 11 | 15-07-2007 | Estadio Olímpico, Montreal, Canadá                   | Chile    | 4-0 (t. s.) | Nigeria   |       | 120+1' a Mathías Vidangossy |                             | José Sulantay | Copa Mundial Sub-20 de 2007 |
| 12 | 19-07-2007 | Nacional, Toronto, Canadá                            | Chile    | 0-3         | Argentina |       |                             |                             | José Sulantay | Copa Mundial Sub-20 de 2007 |
| Total |            | Presencias                                           | 12       |             | Goles     | 0     |                             |                             |               |                             |

### Selección Sub-23
Participó en la gran campaña de la Selección Chilena Sub-21 en el Torneo Esperanzas de Toulon de 2008 donde llegaron a la final tras vencer a Francia (5-3), Holanda (2-0), Japón (2-0) y Costa de Marfil (2-1), partidos en los que Medel fue titular en todos, aunque en el último duelo recibió una amarilla que lo dejó fuera de la Final contra Italia. En la final, la escuadra dirigida por Marcelo Bielsa perdió por la cuenta mínima contra Italia con gol de Daniel Osvaldo, los italianos fueron al torneo poseyendo una gran generación de futbolistas como de costumbre, destacando Antonio Nocerino, Ignazio Abate, Sebastian Giovinco, Antonio Candreva y Claudio Marchisio, entre otros.

#### Participaciones en Torneo Esperanzas de Toulon
| Torneo                           | Sede    | Resultado  | PJ | Goles |
| -------------------------------- | ------- | ---------- | -- | ----- |
| Torneo Esperanzas de Toulon 2008 | Francia | Subcampeón | 4  | 0     |

### Selección adulta

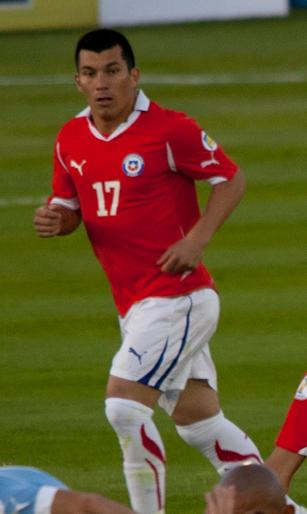
Gary Medel jugando para la selección de Chile.

Su primera convocatoria a la selección adulta fue el 16 de agosto de 2006 en un amistoso ante Colombia donde Chile perdió por 2 a 1, partido el cual no jugó. Luego su primer encuentro oficial con la selección adulta se produjo el 18 de abril de 2007, en un encuentro amistoso como visita frente a Argentina (0-0), ingresando al minuto 62 por Manuel Iturra. Más tarde, el 29 de mayo de 2009, convirtió el gol del empate 1-1 ante la selección de Bélgica en la Copa Kirin en el Fukuda Denshi Arena de Japón. El 10 de octubre de 2014 marcó el segundo gol de la goleada 3-0 sobre Perú en un amistoso en Valparaíso, tras desviar un tiro libre de Charles Aránguiz al minuto 34.
El 9 de junio de 2017 llegó a los 100 partidos por la selección chilena, jugando como capitán en la igualdad 1-1 contra Rusia, convirtiéndose en el cuarto jugador de Chile en llegar a 100 partidos, en un amistoso previo a Copa Confederaciones, al duelo siguiente en el amistoso contra Rumanía en Cluj, fue expulsado al minuto 33 justo cuando La roja iba ganando 2-0, expulsión que terminó pasando la cuenta ya que terminaron cayendo 3-2; siendo esta su cuarta tarjeta roja con la selección chilena en 101 apariciones.

### Mundiales

#### Copa Mundial 2010
En 2010 disputó la Copa del Mundo en Sudáfrica. En el primer partido del Grupo H, jugado el 16 de junio en la ciudad de Nelspruit, enfrentaron a la selección de Honduras y finalizó con victoria por 1-0 de Chile con solitaria anotación de Jean Beausejour. En el segundo encuentro, jugado el 21 de junio en la ciudad de Puerto Elizabeth, jugaron a la selección de Suiza y consiguieron otra victoria 1-0 esta vez con anotación de Mark González. Finalizada esta jornada, lideró el ranking de jugadores destacados por la FIFA con una puntuación de 9,77 (teniendo en cuenta la cantidad de pases buenos, terreno recorrido e influencia en los duelos). En el tercer partido, disputado el 25 de junio en la ciudad de Pretoria, Chile se enfrentó a la selección española y cayó derrotada por 2-1, en dicho partido recibió una amarilla que sumada a la que recibió el partido anterior, quedó suspendido para los octavos de final. En octavos de final, Chile quedó eliminado ante la selección brasileña tras perder por 3-0 notandose la ausencia de Medel en la zaga defensiva.
Jugó los 3 partidos de Chile en la fase de grupos, perdiéndose el duelo de octavos contra Brasil por suspensión, jugando 270 minutos y siendo elegido el mejor de la selección en aquel mundial.

#### Copa Mundial 2014

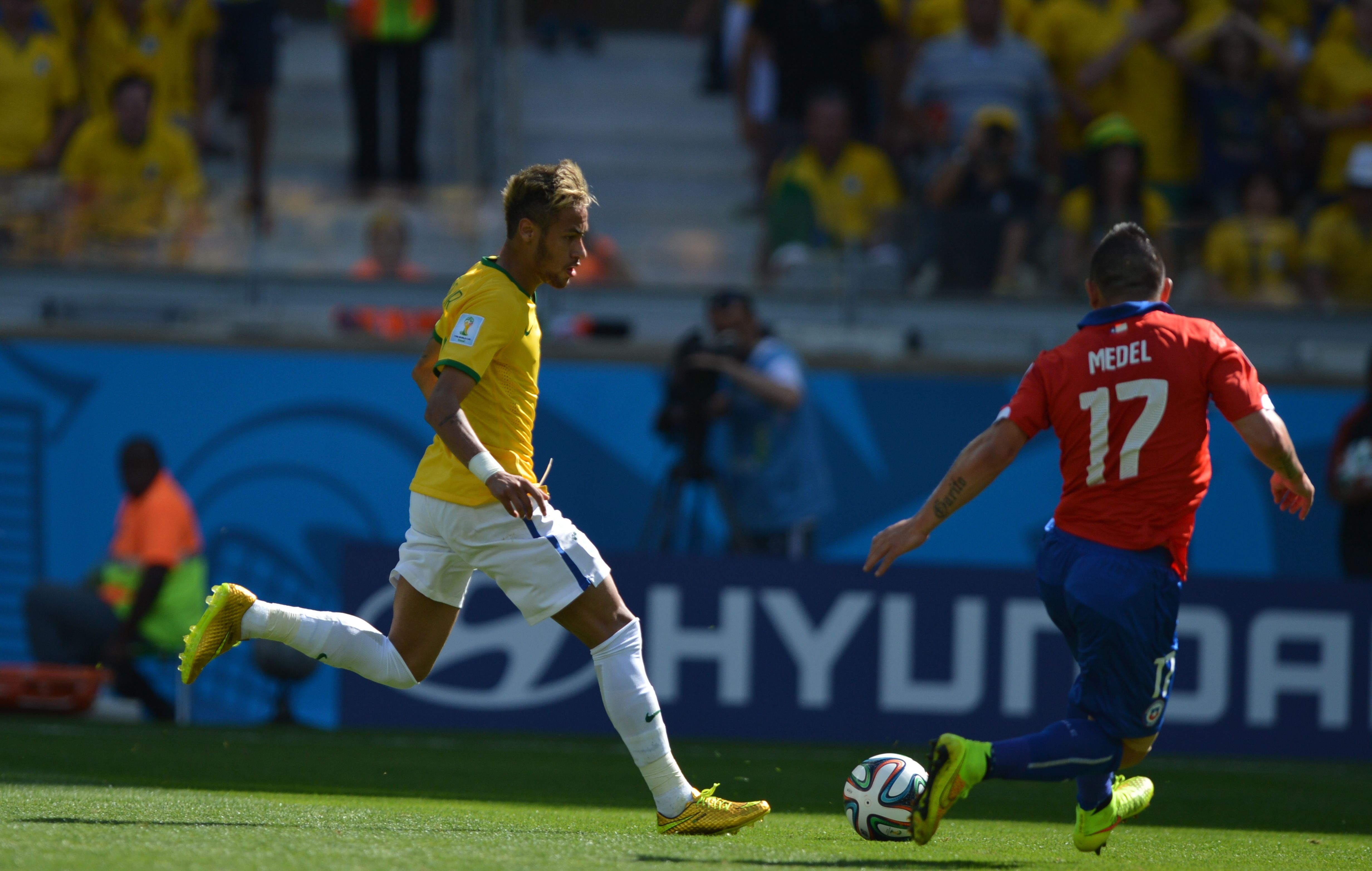
Gary Medel disputando un balón con Neymar en el duelo de octavos ante Brasil.

El 13 de mayo, el entrenador Jorge Sampaoli lo incluyó en la lista preliminar de 30 jugadores para la Copa Mundial de 2014, finalmente fue ratificado en la lista final el 1 de junio.
Situados en el Grupo B debutaron contra Australia en Cuiaba, partido que terminó en triunfo de Chile 3-1 sobre los australianos jugando como titular, junto a Gonzalo Jara, en el centro de la defensa chilena. También jugó los 90 minutos completos en el segundo partido contra los campeones mundiales actuales España que terminó en un histórico triunfo 2-0 para los chilenos en el Estadio Maracaná. La derrota de España selló clasificación a la segunda fase a Chile y Holanda. Con esto España se convirtió en el quinto campeón defensor en ser eliminado en fase de grupos, y el primero desde 1950 en ser eliminado después de solo sus 2 primeros partidos (Italia jugó en un grupo de 3 equipos y solo jugó 2 partidos en 1950). Volvió a jugar los 90 minutos completos en la derrota 0-2 contra Holanda haciendo que los europeos ganaran el grupo con puntaje perfecto (9 puntos) y Chile terminará segundo con 6 puntos.

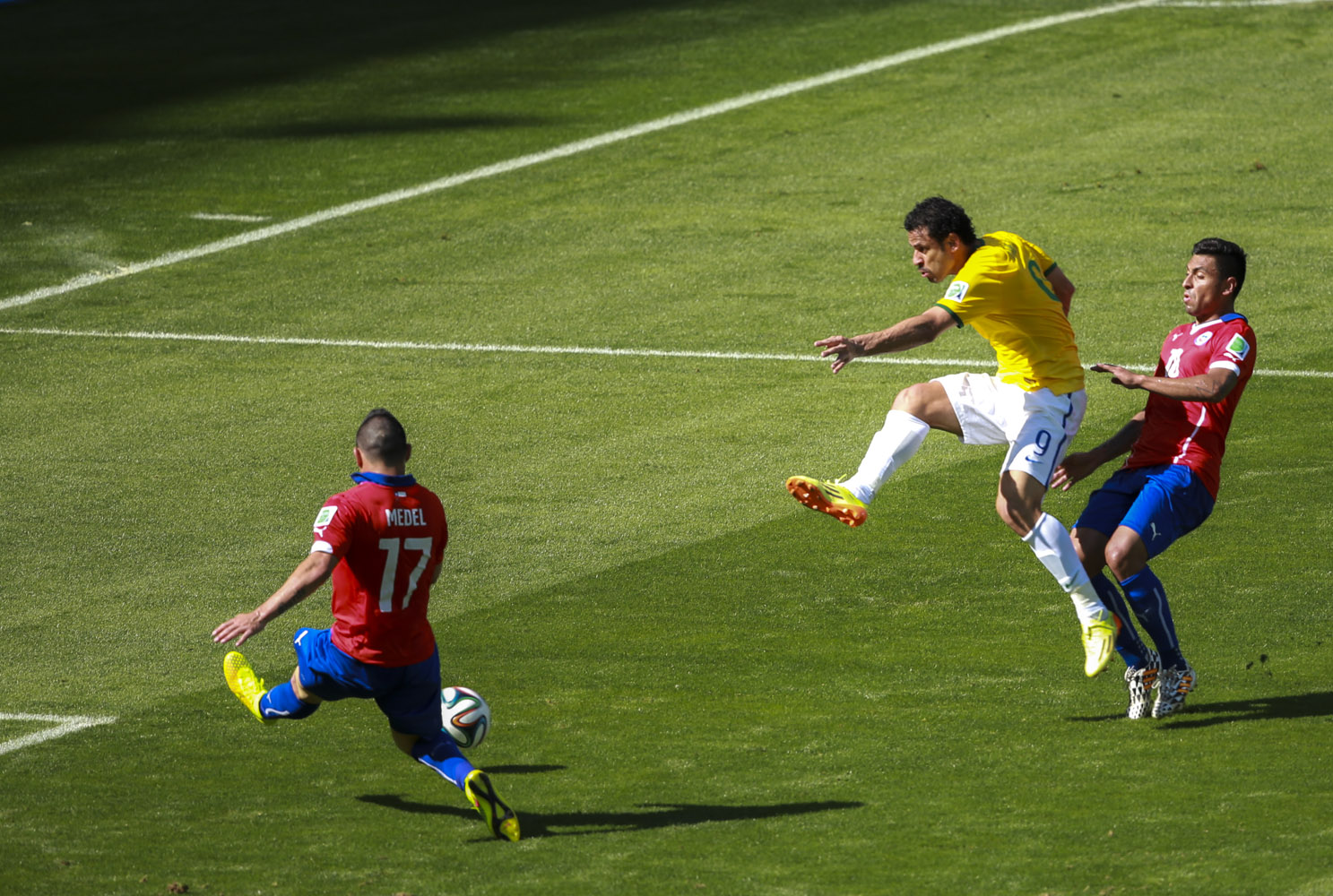
Medel en el duelo de octavos de final ante Brasil.

En octavos de final enfrentaron al anfitrión y su bestia negra en mundiales Brasil, días previo al partido no se sabía con certeza si iba a jugar, esto porque tenía un desgarro de 7 milímetros en la pierna derecha, a pesar de esto decidió jugar queriendo no perderse otra vez del duelo contra Brasil en octavos de final de un mundial como ocurrió en Sudáfrica 2010, volviendo al partido, marcó muy bien a Neymar y neutralizó muy bien varios ataques brasileños jugando como líbero (posición inédita para el) en un sistema de 3-4-1-2, saliendo al minuto 108 de partido por José Rojas bajo una ovación de los chilenos que estaban presentes en el estadio, finalizados los 120 minutos, ambas selecciones igualaron 1-1 y por detalles en penales, Brasil pasó a cuartos de final por un estrecho 3-2.
Jugó los cuatro partidos de la selección en el Mundial de Brasil 2014, disputando 378 minutos y siendo el general de la defensa chilena y uno de los mejores de Chile en aquel mundial.

### Copas América

#### Copa América 2011
En 2011 fue nominado por Claudio Borghi para disputar la Copa América realizada en Argentina siendo esta además su primera Copa América. Chile finalizó en el 1.º puesto del Grupo C, Medel jugó los 3 partidos del Grupo, los 2 primeros como titular contra México y Uruguay, y en el último ante Perú ingresando al minuto 78 por Francisco Silva. En la fase de cuartos de final se enfrentaron a la selección de Venezuela en San Juan, quedando sorpresivamente eliminados al caer por 2-1 y Medel siendo expulsado por doble amarilla al minuto 83.

#### Copa América 2015

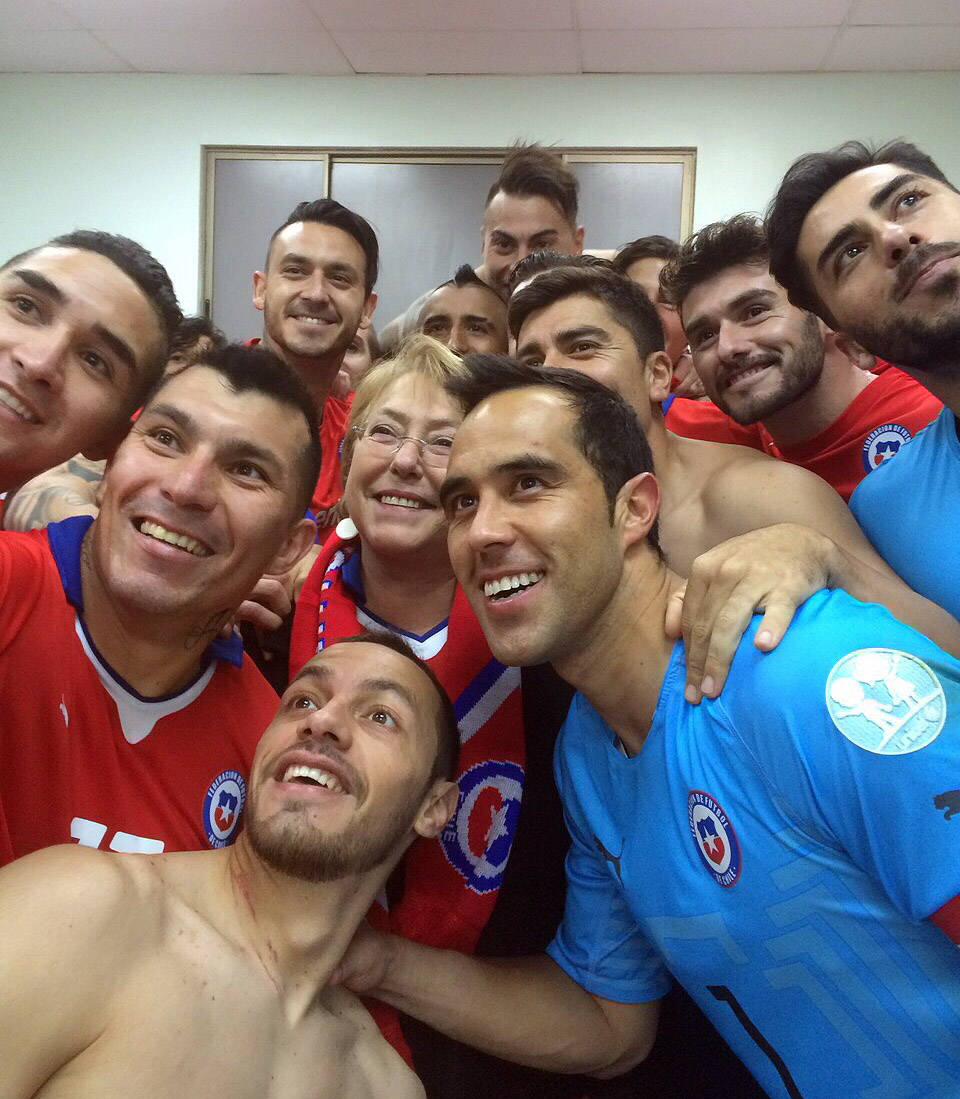
Medel durante de la Copa América 2015 junto a la selección y la presidenta Michelle Bachelet.

El 1 de junio de 2015 y como era de esperarse tras su notable nivel en el Inter de Milán, Jorge Sampaoli lo convoca para disputar la Copa América 2015 celebrada en Chile.
Comenzaron con el pie derecho abriendo el Grupo A e inaugurando la Copa América 2015 al vencer 2-0 a Ecuador con goles de Eduardo Vargas y Arturo Vidal. En el segundo partido del Grupo igualarían 3-3 con México en reñido partido. Y en el último partido del grupo, golearon con comodidad por 5-0 a Bolivia para quedar como líderes de grupo con 7 puntos y 10 goles a favor, y Gary fue clave ya que el primer gol nació en sus pies tras un pase profundo a Eduardo Vargas y este asistiera a Charles Aránguiz al minuto 3 de partido y en el cuarto gol recibió un pase de Jorge Valdivia, dejándolo dentro del área para que la pícara sobre Romel Quiñonez al minuto 79. En los cuartos de final tendrían un duro partido contra el campeón defensor Uruguay partido que recién abrocharon al minuto 80 tras mala salida de Muslera, la pelota le quedó a Valdivia y este se la cedió al "Huaso" Isla para que marcase el único gol del triunfo. En semifinales enfrentaron a Perú en el Estadio Nacional, comenzaron de gran manera abriendo la cuenta con Eduardo Vargas al minuto 41, desafortunadamente al minuto 60 marcó un autogol tras un centro de Luis Advíncula (Perú venía de contragolpe) en su afán de quererla mandar al córner, pero lograría reivindicarse solo 3 minutos tras recibir un pase de Valdivia para que Medel asistiera a Eduardo Vargas y este disparará desde aproximadamente 25 metros para el anotar el 2-1 final sobre los del "Rimac", marcando un golazo y haciendo que Chile volviera a una final de Copa América tras 28 años.

Gary Medel conformó la alineación de que le dio su primer título oficial en 99 años tras ganarle en penales a la Final de la Copa América 2015.

La Final se jugó el día 4 de julio de 2015 en la que Chile enfrentó a la Argentina de Lionel Messi en un Estadio Nacional repleto, al que los chilenos llegaban con la intención de romper la historia, Chile jugó con el alma ese partido, Medel jugó un buen partido como centrocampista defensivo por izquierda y recibió amarilla al minuto 34 tras propinarle una patada en el estómago a Messi, cuando este se escapaba, inclusive pudo ser roja directa, después de 120 minutos de ardua lucha, chilenos y argentinos igualaron 0-0 por lo que tendrían que definir al Campeón de América desde lanzamientos penales donde Chile no falló un solo tiro y se consagró campeón continental por primera vez en su historia al vencer 4-1 a Argentina en penales y poniendo fin a 99 años sin ganar nunca un título oficial. Medel al igual que el resto de sus compañeros jugó un extraordinario partido anulando a Messi durante casi todo el encuentro. Además Medel se convirtió en el cuarto jugador con más partidos de 80 partidos por Chile, igualando a su compañero en defensa Gonzalo Jara. Por sus grandes actuaciones fue nombrado en el Equipo Ideal del torneo.
Jugó todos los partidos de su selección en la Copa América 2015, disputando todos los minutos (570') en los que anotó 1 y dio 1 asistencia, siendo pieza clave en el primer título en la historia de la selección chilena.

#### Copa América Centenario

Gary Medel conformó la alineación que consagró a por primera vez como Bicampeón de América tras vencer nuevamente en penales a por la Final de la Copa América Centenario.

El 16 de mayo de 2016 y como era de esperarse, ingresó en nómina final de Juan Antonio Pizzi que iría a defender el título obtenido el año pasado en Estados Unidos.
Quedaron situados en el Grupo D con Argentina, Bolivia y Panamá. Empezaron de mala manera al caer 2-1 contra Argentina en un bajo partido de la selección, luego en su segundo partido vencieron por un segundo 2-1 a Bolivia con doblete de Arturo Vidal y en el último partido del grupo clasificaron a segunda fase tras vencer a Panamá 4-2 quedando segundos en el grupo con 6 puntos. Lograrían su mejor partido del torneo en los Cuartos de final de la Copa América Centenario contra México apabullándolos por un claro 7-0 con anotaciones de Eduardo Vargas (4), Edson Puch (2) y Alexis Sánchez, Medel saldría al minuto 60 por Enzo Roco ya que decidieron guardarlo para semifinales ya que tenía amarilla. Ahí se midieron contra Colombia y los vencieron por 2-0 en Chicago con goles de José Pedro Fuenzalida y Charles Aránguiz accediendo a una nueva final de Copa América. La Final de la Copa Centenario se jugó el 26 de junio de 2016 en el MetLife Stadium de Nueva Jersey, nuevamente contra Argentina, y al igual que el año pasado terminaron igualados 0-0 tras 120 minutos de partido y en penales nuevamente, Chile derrotó por 4-2 a Argentina consagrándose Bicampeón de América tras el penal anotado por Francisco Silva, en la final Gary no le dio respiro a Lionel Messi.
Jugó los 6 partidos de su selección en la Copa América Centenario, disputando 539 minutos, siendo vital en el segundo título en la historia de la selección chilena al igual que en el primero y siendo parte del 11 ideal de la Copa.

#### Copa Confederaciones 2017

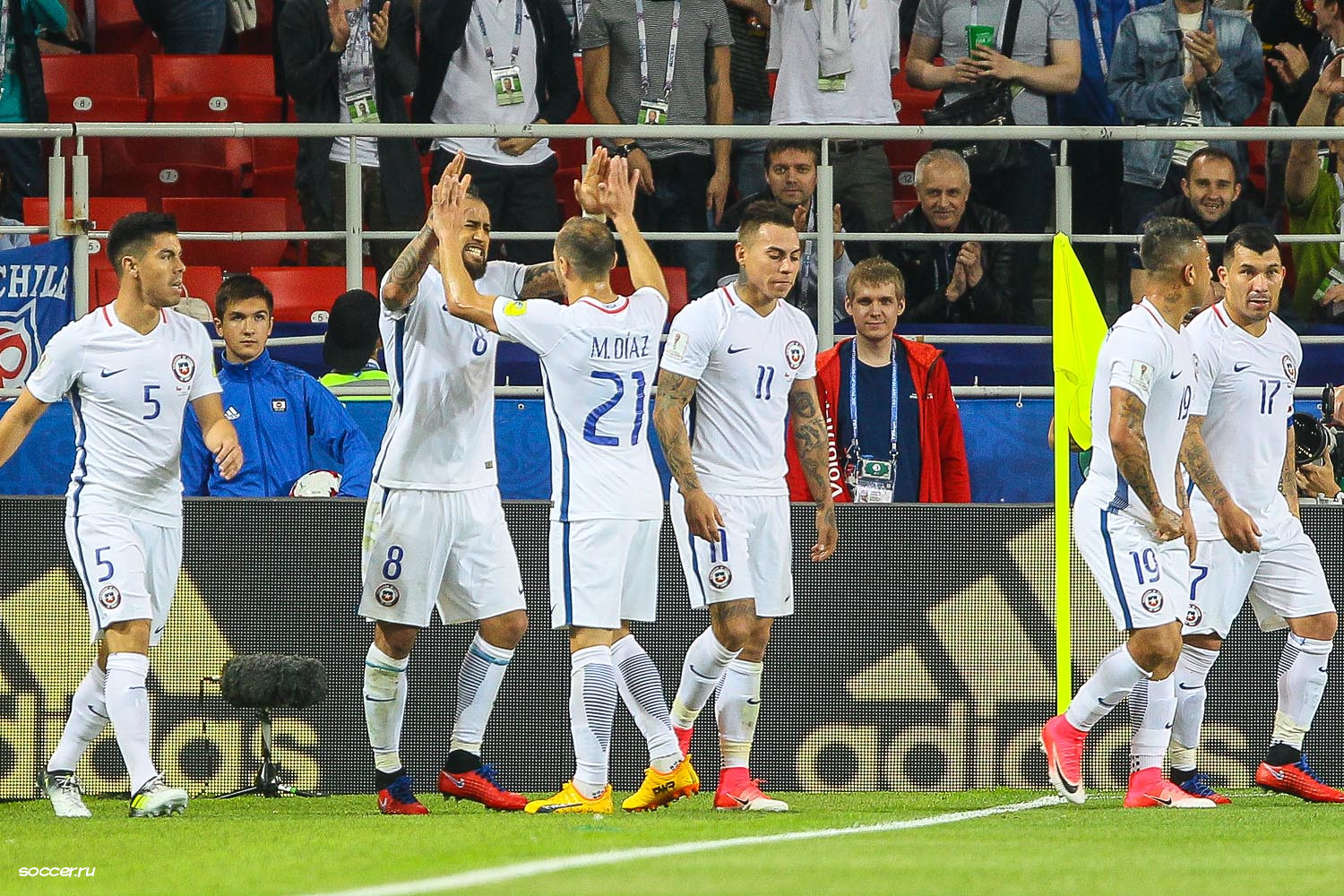
Gary Medel (sexto, de izquierda a derecha) celebrando junto a sus compañeros el triunfo ante Camerún.

El 2 de junio de 2017, integró la nómina final de la selección chilena que disputaría la Copa Confederaciones 2017 celebrada en Rusia.
Su debut en el Grupo B fue contra Camerún y empezaron de gran manera al vencer a los africanos por 2-0 con goles de Arturo Vidal y Eduardo Vargas. En el segundo partido de su grupo empataron 1-1 con el actual campeón del mundo en ese entonces Alemania, Medel saldría al minuto 70' siendo reemplazado por Paulo Díaz, debido a una contractura en la pierna derecha. Cabe mencionar que en ambos duelos Medel fue capitán. Por esta dolencia, Pizzi prefirió guardarlo para la segunda fase y no jugó en la igualdad 1-1 con Australia por la última fecha del Grupo B en el que quedaron en el segundo lugar con 5 puntos. Ya recuperado, regreso en las semifinales contra la Portugal de Cristiano Ronaldo, jugando un gran partido, siempre marcando a Cristiano y tras 120 minutos de batalla resumidos en 2 horas de partidos, empataron 0-0 y en los lanzamientos penales Chile se impondría otra vez al igual que en las 2 finales de Copa América venciéndolos por 3-0 con notable actuación de Claudio Bravo. En la Final enfrentaron nuevamente a Alemania ahora en San Petersburgo, partido que se definió por un error de Marcelo Díaz que terminó en gol alemán y a la postre en el único gol de partido al minuto 20, así La Roja se consagraba subcampeón en continente europeo.
Medel jugó 4 de 5 partidos en la Copa FIFA Confederaciones 2017, disputando 370' minutos y haciendo un gran torneo, tan así que integró el 11 ideal del torneo.

#### Copa América 2019
El 26 de mayo de 2019, integró la nómina final de 23 jugadores de Reinaldo Rueda que iría a defender el Bicampeonato de América en Brasil. A pesar de las polémicas vividas días previo al debut, empezaron bien goleando 4-0 al combinado Sub-21 de Japón con goles de Erick Pulgar, Alexis Sánchez y doblete de Eduardo Vargas, en la siguiente fecha vencieron por 2-1 a Ecuador clasificándose a cuartos de final, ya en el último partido del Grupo C contra Uruguay en el Estadio Maracaná (por el liderato del grupo), partido en el que cayeron por la cuenta mínima con gol de Edinson Cavani al minuto 81, Medel saldría al minuto 54 de partido por Igor Lichnovsky debido a una molestia física, de esta manera culminaban segundos en el Grupo D con 6 puntos. En los cuartos de final enfrentaron a Colombia terminando igualados 0 a 0 en los 90 minutos y en penales Chile avanzó a la ronda de 4 mejores por 5-4. En las semifinales enfrentaron a Perú en el Arena do Gremio cayendo por un claro 3-0. En el partido por el tercer lugar contra Argentina en el Arena Corinthians, Medel fue expulsado junto con Lionel Messi al minuto 37 de partido, después de verse involucrado en un altercado con el argentino; Chile perdió el partido 2–1. Siendo esta además su sexta tarjeta roja con la selección chilena en 125 apariciones (tercera siendo capitán).

### Clasificatorias

#### Clasificatorias Sudáfrica 2010
Tras haber sido alternativa en el duelo clasificatorio contra Perú por la segunda fecha. Marcelo Bielsa lo hizo debutar Contra la selección de Bolivia en el Estadio Hernando Siles de La Paz por la quinta fecha tras su gran momento en Universidad Católica, y no pudo debutar de mejor manera en partidos oficiales por su selección ya que marcó los 2 goles de su equipo para conseguir la victoria por 2-0 en la altura. En la siguiente fecha volvió a ser titular en la sufrida victoria de visitante 3-2 sobre Venezuela jugando un correcto partido. Luego por la octava fecha volvió a ser clave en la goleada 4-0 sobre Colombia en Santiago ya que asistió a Gonzalo Jara al minuto 26 para que marque el primero de la tarde. En la décima fecha el día 15 de octubre de 2008, enfrentaron a Argentina en el Estadio Nacional de Santiago de Chile, y Medel fue pieza clave en el histórico triunfo sobre los argentinos ya que al minuto 35' corrió hasta casi el final de la cancha por la banda derecha (tras pase de Carlos Carmona) para centrar a ras de césped dentro del área para que su compañero Fabián Orellana marcase el único e histórico gol de la victoria por 1-0, siendo esta la primera victoria de Chile ante Argentina en eliminatorias mundialistas. Finalmente clasificaron al Mundial de Sudáfrica el 10 de octubre de 2009 en la antepenúltima fecha tras vencer 4-2 a Colombia en Medellín con anotaciones de Waldo Ponce, Humberto Suazo, Jorge Valdivia y Fabián Orellana.
Medel jugó un papel importante en la clasificación de Chile para el Mundial de Sudáfrica, jugando 12 duelos en las Eliminatorias Sudamericanas (todos de titular), marcando 2 goles y dando 3 asistencias en los 1.080 minutos que estuvo en cancha, y siempre rindiendo a un buen nivel tanto como defensa central o de volante defensivo (adaptándose muy bien al esquema de Bielsa).

#### Clasificatorias Brasil 2014
Tras aquella expulsión en el duelo contra Venezuela por cuartos de final de la Copa América 2011, se perdió el primer encuentro de las Eliminatorias para el Mundial de Brasil 2014 frente a la selección argentina (partido que Chile perdió 4-1 en Buenos Aires). Volvió a jugar en la segunda fecha de las eliminatorias en el triunfo 4-2 frente a Perú, marcando un golazo de 30 metros al minuto 48 de partido para anotar el 3-0 parcial.
El 6 de julio de 2012, fue castigado con 1 partido de sanción por el entrenador Claudio Borghi, junto a Eduardo Vargas, tras ser sorprendidos saliendo a las 04:00 AM de un local nocturno a solo 3 días del partido clasificatorio contra Venezuela en Puerto La Cruz. Tras cumplir su castigo, volvió en la octava fecha en la derrota 1-3 con Colombia, donde fue expulsado al minuto 34 tras lanzar un manotazo a un futbolista colombiano, algo que visto por el cuatro árbitro informando al primero para propinarle roja directa. Tras cumplir una nueva sanción perdiéndose el duelo contra Ecuador en Quito (partido que también perdieron 3-1), regresó en la décima fecha en una nueva caída 1-2 frente a Argentina en Santiago, estos malos resultados sumado a la derrota con Serbia en noviembre de 2012 en un amistoso, le costó el puesto a Claudio Borghi y fue despedido por la ANFP, en su reemplazó contrataron a Jorge Sampaoli (quien venía de un paso exitoso por Universidad de Chile y el casildense poco a poco iría imponiendo su estilo de juego ofensivo y directo con Chile.
No empezó de la mejor manera eso sí tras una derrota con Perú por la cuenta mínima en Lima, tras esto sumaron 4 triunfos seguidos contra Uruguay, Paraguay, Bolivia y Venezuela volviendo a zona de clasificación. En la antepenúltima fecha pudieron clasificar al Mundial de Brasil tras ir venciendo 3-0 a Colombia en el entretiempo en Barranquilla, pero tras errores defensivos y 2 penales terminaron empatando 3 a 3. En el último duelo definían su clasificación directa al Mundial contra Ecuador en el Estadio Nacional, y lograron clasificarse tras vencer a los ecuatorianos por 2-1 con anotaciones de Alexis Sánchez al minuto 34 y del propio Gary Medel al 37. Además consiguieron que Chile clasificará a 2 mundiales seguidos en cancha por primera vez en su historia.
Nuevamente jugó un papel en la Clasificación de Chile a un nuevo mundial, esta vez al de Brasil. Jugando 12 encuentros (todos de titular al igual que en Sudáfrica) y marcando 2 goles en los 1.026 minutos que jugó.

#### Clasificatorias Rusia 2018
Comenzaron las Clasificatorias Rusia 2018 de la mejor manera posible con un histórico triunfo 2-0 sobre Brasil con anotación de Eduardo Vargas y Alexis Sánchez volviéndolos a vencer tras 15 años. Después vencieron 4-3 a Perú comenzando de la mejor manera las clasificatorias con 6 puntos de 6 posibles, en la siguiente doble fecha los resultados no fueron los mismos empatando 1-1 con Colombia en Santiago y perdiendo por un claro 3-0 con Uruguay en Montevideo, cerrando de esta manera en el cuarto lugar con 7 puntos en 2015.
En la séptima fecha en el duelo contra Paraguay, fue capitán en la derrota por 2-1 en Asunción, además fue expulsado al 93' por supuestamente insultar al árbitro Néstor Pitana, recibiendo 4 fechas de sanción. Esto perjudicó al equipo, que luego empataría 0-0 con Bolivia de local y perdería 0-3 con Ecuador de visita. Sin Medel Chile obtuvo solo una victoria, ante Perú por 2-1, sin embargo su posición no fue bien cubierta por Enzo Roco. Regreso para la Fecha 12 contra Uruguay en el Estadio Nacional en el último duelo clasificatorio de 2016, jugando de momentos muy bien, anulando a Luis Suárez en el triunfo chileno por 3-1.
Sufrirían dos duros traspiés tras caer 0-3 con Paraguay de local y 0-1 con Bolivia de visita por las Fechas 15 y 16 respectivamente, poniendo en peligro su clasificación a Rusia. Por la antepenúltima fecha vencieron de manera muy sufrida por 2-1 Ecuador en el Estadio Monumental con anotaciones de Eduardo Vargas y Alexis Sánchez. Finalmente en la última fecha el 10 de octubre de 2017, Chile quedaría eliminado del Mundial de Rusia 2018 tras caer ante Brasil por un claro 3-0, a pesar del pésimo partido de Chile, Medel fue uno de los puntos altos.
Jugó 14 de los 18 partidos en las Clasificatorias Rusia 2018, estando 1.260 minutos en cancha y siendo de los más regulares de "La Roja".

#### Clasificatorias Norteamérica 2026
Debutó en las clasificatorias al Mundial 2026 en la primera fecha contra Uruguay en Montevideo el 9 de septiembre de 2023, siendo titular y capitán de la selección, demostrando un muy bajo nivel en la derrota por 3-1, en especial en los duelos contra el delantero uruguayo Darwin Núñez. Después del partido, por medio de la prensa, hizo un comentario sobre el planteamiento director técnico de la selección, Eduardo Berizzo.Posteriormente, el 12 de septiembre, volvería a ser titular contra Colombia de local, teniendo un partido sin muchas luces en el empate a 0.
El 12 de octubre, fue nuevamente titular y ratificado como capitán contra Perú de local, donde Chile sumó sus primeros 3 puntos al ganar por 2 a 0, donde Medel tuvo un partido irregular, sufriendo en los duelos contra André Carrillo y Paolo Guerrero. Después el 17 de octubre, volvió a ser titular contra Venezuela en Maturín de visitante, donde tuvo un partido para el olvido en la histórica derrota por 3-0, siendo criticado por los hinchas y la prensa por su lenta reacción en los dos últimos goles, en especial en los duelos individuales contra el delantero venezolano Yeferson Soteldo. Pese a ello, el 16 de noviembre volvió a ser ratificado como capitán y titular por Berizzo ante Paraguay, donde pese a no sufrir en duelos individuales, fue amonestado y suspendido para el siguiente partido contra Ecuador en Quito. Chile empató a 0 contra los paraguayos y perdió por 1-0 contra Ecuador, y quedó con 5 puntos de 18 posibles, siendo su peor arranque de clasificatorias desde 2002.
Jugó 5 partidos, estando 450 minutos en cancha y tras la llegada del nuevo director técnico Ricardo Gareca, Medel no volvió a ser convocado por su bajo rendimiento.

#### Participaciones en Copas del Mundo
| Mundial                  | Sede      | Resultado        | Partidos | Goles | Asistencias |
| ------------------------ | --------- | ---------------- | -------- | ----- | ----------- |
| Copa Mundial Sub-20 2007 | Canadá    | Tercer lugar     | 6        | 0     | 1           |
| Copa Mundial 2010        | Sudáfrica | Octavos de final | 3        | 0     | 0           |
| Copa Mundial 2014        | Brasil    | Octavos de final | 4        | 0     | 0           |
| Total                    | Total     | Total            | 13       | 0     | 1           |

#### Participaciones en Copas FIFA Confederaciones
| Copa                      | Sede  | Resultado  | Partidos | Goles | Asistencias |
| ------------------------- | ----- | ---------- | -------- | ----- | ----------- |
| Copa Confederaciones 2017 | Rusia | Subcampeón | 4        | 0     | 0           |

#### Participaciones en Copas América
| Copa                    | Sede           | Resultado        | Partidos | Goles | Asistencias |
| ----------------------- | -------------- | ---------------- | -------- | ----- | ----------- |
| Copa América 2011       | Argentina      | Cuartos de final | 4        | 0     | 0           |
| Copa América 2015       | Chile          | Campeón          | 6        | 1     | 1           |
| Copa América Centenario | Estados Unidos | Campeón          | 6        | 0     | 0           |
| Copa América 2019       | Brasil         | Cuarto lugar     | 6        | 0     | 0           |
| Copa América 2021       | Brasil         | Cuartos de final | 5        | 0     | 0           |
| Total                   | Total          | Total            | 27       | 1     | 1           |

#### Participaciones en Clasificatorias a Copas del Mundo
| Eliminatorias                     | Sede                              | Resultado                         | Posición                          | Partidos | Goles | Asistencias |
| --------------------------------- | --------------------------------- | --------------------------------- | --------------------------------- | -------- | ----- | ----------- |
| Eliminatorias Sudáfrica 2010      | Sudamérica                        | Clasificado                       | 2.º                               | 12       | 2     | 3           |
| Eliminatorias Brasil 2014         | Sudamérica                        | Clasificado                       | 3.º                               | 12       | 2     | 0           |
| Eliminatorias Rusia 2018          | Sudamérica                        | Eliminado                         | 6.º                               | 14       | 0     | 0           |
| Eliminatorias Catar 2022          | Sudamérica                        | Eliminado                         | 7.º                               | 13       | 0     | 1           |
| Eliminatorias Norteamérica 2026   | Sudamérica                        | En Proceso                        | -                                 | 4        | 0     | 0           |
| Total en procesos clasificatorios | Total en procesos clasificatorios | Total en procesos clasificatorios | Total en procesos clasificatorios | 55       | 4     | 4           |

### Partidos internacionales
Actualizado hasta el 17 de octubre de 2023.
| Partidos internacionales | Partidos internacionales | Partidos internacionales                                        | Partidos internacionales | Partidos internacionales | Partidos internacionales | Partidos internacionales | Partidos internacionales | Partidos internacionales            |
| N.º                      | Fecha                    | Estadio                                                         | Local                    | Resultado                | Visitante                | Goles                    | Asistencias              | Competición                         |
| ------------------------ | ------------------------ | --------------------------------------------------------------- | ------------------------ | ------------------------ | ------------------------ | ------------------------ | ------------------------ | ----------------------------------- |
| 1                        | 18 de abril de 2007      | Malvinas Argentinas, Mendoza, Argentina                         | Argentina                | 0-0                      | Chile                    |                          |                          | Amistoso                            |
| 2                        | 11 de septiembre de 2007 | Ernst Happel, Viena, Austria                                    | Austria                  | 0-2                      | Chile                    |                          |                          | Amistoso                            |
| 3                        | 26 de enero de 2008      | Estadio Olímpico, Tokio, Japón                                  | Japón                    | 0-0                      | Chile                    |                          |                          | Amistoso                            |
| 4                        | 30 de enero de 2008      | Estadio Mundialista, Seúl, Corea del Sur                        | Corea del Sur            | 0-1                      | Chile                    |                          |                          | Amistoso                            |
| 5                        | 4 de junio de 2008       | El Teniente, Rancagua, Chile                                    | Chile                    | 2-0                      | Guatemala                |                          |                          | Amistoso                            |
| 6                        | 7 de junio de 2008       | Elías Figueroa Brander, Valparaíso, Chile                       | Chile                    | 0-0                      | Panamá                   |                          |                          | Amistoso                            |
| 7                        | 15 de junio de 2008      | Hernando Siles, La Paz, Bolivia                                 | Bolivia                  | 0-2                      | Chile                    | 29' 76'                  |                          | Clasificatorias a Sudáfrica 2010    |
| 8                        | 19 de junio de 2008      | Olímpico Gral. José A. Anzoátegui, Puerto La Cruz, Venezuela    | Venezuela                | 2-3                      | Chile                    |                          |                          | Clasificatorias a Sudáfrica 2010    |
| 9                        | 7 de septiembre de 2008  | Estadio Nacional, Santiago, Chile                               | Chile                    | 0-3                      | Brasil                   |                          |                          | Clasificatorias a Sudáfrica 2010    |
| 10                       | 10 de septiembre de 2008 | Estadio Nacional, Santiago, Chile                               | Chile                    | 4-0                      | Colombia                 |                          | 26' a Gonzalo Jara       | Clasificatorias a Sudáfrica 2010    |
| 11                       | 12 de octubre de 2008    | Olímpico Atahualpa, Quito, Ecuador                              | Ecuador                  | 1-0                      | Chile                    |                          |                          | Clasificatorias a Sudáfrica 2010    |
| 12                       | 15 de octubre de 2008    | Estadio Nacional, Santiago, Chile                               | Chile                    | 1-0                      | Argentina                |                          | 35' a Fabián Orellana    | Clasificatorias a Sudáfrica 2010    |
| 13                       | 27 de mayo de 2009       | Estadio Nagai, Osaka, Japón                                     | Japón                    | 4-0                      | Chile                    |                          |                          | Copa Kirin                          |
| 14                       | 29 de mayo de 2009       | Fukuda Denshi Arena, Chiba, Japón                               | Chile                    | 1-1                      | Bélgica                  | 23'                      |                          | Copa Kirin                          |
| 15                       | 6 de junio de 2009       | Defensores del Chaco, Asunción, Paraguay                        | Paraguay                 | 0-2                      | Chile                    |                          |                          | Clasificatorias a Sudáfrica 2010    |
| 16                       | 10 de junio de 2009      | Estadio Nacional, Santiago, Chile                               | Chile                    | 4-0                      | Bolivia                  |                          |                          | Clasificatorias a Sudáfrica 2010    |
| 17                       | 12 de agosto de 2009     | Estadio Brøndby, Copenhague, Dinamarca                          | Dinamarca                | 1-2                      | Chile                    |                          |                          | Amistoso                            |
| 18                       | 6 de septiembre de 2009  | Monumental, Santiago, Chile                                     | Chile                    | 2-2                      | Venezuela                |                          | 53' a Rodrigo Millar     | Clasificatorias a Sudáfrica 2010    |
| 19                       | 10 de septiembre de 2009 | Roberto Santos, Salvador de Bahía, Brasil                       | Brasil                   | 4-2                      | Chile                    |                          |                          | Clasificatorias a Sudáfrica 2010    |
| 20                       | 10 de octubre de 2009    | Atanasio Girardot, Medellín, Colombia                           | Colombia                 | 2-4                      | Chile                    |                          |                          | Clasificatorias a Sudáfrica 2010    |
| 21                       | 14 de octubre de 2009    | Monumental, Santiago, Chile                                     | Chile                    | 1-0                      | Ecuador                  |                          |                          | Clasificatorias a Sudáfrica 2010    |
| 22                       | 31 de marzo de 2010      | Germán Becker, Temuco, Chile                                    | Chile                    | 0-0                      | Venezuela                |                          |                          | Amistoso                            |
| 23                       | 5 de mayo de 2010        | Tierra de Campeones, Iquique, Chile                             | Chile                    | 2-0                      | Trinidad y Tobago        |                          |                          | Amistoso                            |
| 24                       | 31 de mayo de 2010       | Estadio Municipal, Concepción, Chile                            | Chile                    | 3-0                      | Israel                   |                          |                          | Amistoso                            |
| 25                       | 16 de junio de 2010      | Estadio Mbombela, Nelspruit, Sudáfrica                          | Chile                    | 1-0                      | Honduras                 |                          |                          | Copa Mundial de Fútbol 2010         |
| 26                       | 21 de junio de 2010      | Nelson Mandela Bay Stadium, Port Elizabeth, Sudáfrica           | Chile                    | 1-0                      | Suiza                    |                          |                          | Copa Mundial de Fútbol 2010         |
| 27                       | 25 de junio de 2010      | Loftus Versfeld, Pretoria, Sudáfrica                            | Chile                    | 1-2                      | España                   |                          |                          | Copa Mundial de Fútbol 2010         |
| 28                       | 17 de noviembre de 2010  | Monumental, Santiago, Chile                                     | Chile                    | 2-0                      | Uruguay                  |                          |                          | Amistoso                            |
| 29                       | 26 de marzo de 2011      | Dr. Magalhães Pessoa, Leiría, Portugal                          | Portugal                 | 1-1                      | Chile                    |                          |                          | Amistoso                            |
| 30                       | 29 de marzo de 2011      | Kyocera Stadion, La Haya, Holanda                               | Chile                    | 2-0                      | Colombia                 |                          |                          | Amistoso                            |
| 31                       | 23 de junio de 2011      | Defensores del Chaco, Asunción, Paraguay                        | Paraguay                 | 0-0                      | Chile                    |                          |                          | Amistoso                            |
| 32                       | 4 de julio de 2011       | San Juan del Bicentenario, San Juan, Argentina                  | Chile                    | 2-1                      | México                   |                          |                          | Copa América 2011                   |
| 33                       | 8 de julio de 2011       | Malvinas Argentinas, Mendoza, Argentina                         | Chile                    | 1-1                      | Uruguay                  |                          |                          | Copa América 2011                   |
| 34                       | 12 de julio de 2011      | Malvinas Argentinas, Mendoza, Argentina                         | Chile                    | 1-0                      | Perú                     |                          |                          | Copa América 2011                   |
| 35                       | 17 de julio de 2011      | San Juan del Bicentenario, San Juan, Argentina                  | Chile                    | 1-2                      | Venezuela                |                          |                          | Copa América 2011                   |
| 36                       | 10 de octubre de 2011    | Stade de la Mosson, Montpellier, Francia                        | Francia                  | 1-1                      | Chile                    |                          |                          | Amistoso                            |
| 37                       | 2 de septiembre de 2011  | AFG Arena, San Galo, Suiza                                      | España                   | 3-2                      | Chile                    |                          |                          | Amistoso                            |
| 38                       | 4 de septiembre de 2011  | Cornellà-El Prat, Barcelona, España                             | México                   | 1-0                      | Chile                    |                          |                          | Amistoso                            |
| 39                       | 11 de octubre de 2011    | Estadio Nacional, Santiago, Chile                               | Chile                    | 4-2                      | Perú                     | 48'                      |                          | Clasificatorias a Brasil 2014       |
| 40                       | 11 de noviembre de 2011  | Centenario, Montevideo, Uruguay                                 | Uruguay                  | 4-0                      | Chile                    |                          |                          | Clasificatorias a Brasil 2014       |
| 41                       | 15 de noviembre de 2011  | Estadio Nacional, Santiago, Chile                               | Chile                    | 2-0                      | Paraguay                 |                          |                          | Clasificatorias a Brasil 2014       |
| 42                       | 29 de febrero de 2012    | PPL Park, Chester, EEUU                                         | Chile                    | 1-1                      | Ghana                    |                          |                          | Amistoso                            |
| 43                       | 15 de agosto de 2012     | Citi Field, New York, EEUU                                      | Ecuador                  | 3-0                      | Chile                    |                          |                          | Amistoso                            |
| 44                       | 11 de septiembre de 2012 | Estadio Monumental, Santiago, Chile                             | Chile                    | 1-3                      | Colombia                 |                          |                          | Clasificatorias a Brasil 2014       |
| 45                       | 16 de octubre de 2012    | Estadio Nacional, Santiago, Chile                               | Chile                    | 1-2                      | Argentina                |                          |                          | Clasificatorias a Brasil 2014       |
| 46                       | 14 de noviembre de 2012  | AFG Arena, San Galo, Suiza                                      | Chile                    | 1-3                      | Serbia                   |                          |                          | Amistoso                            |
| 47                       | 6 de febrero de 2013     | Vicente Calderón, Madrid, España                                | Chile                    | 2-1                      | Egipto                   |                          |                          | Amistoso                            |
| 48                       | 22 de marzo de 2013      | Estadio Nacional, Lima, Perú                                    | Perú                     | 1-0                      | Chile                    |                          |                          | Clasificatorias a Brasil 2014       |
| 49                       | 26 de marzo de 2013      | Estadio Nacional, Santiago, Chile                               | Chile                    | 2-0                      | Uruguay                  |                          |                          | Clasificatorias a Brasil 2014       |
| 50                       | 7 de junio de 2013       | Defensores del Chaco, Asunción, Paraguay                        | Paraguay                 | 1-2                      | Chile                    |                          |                          | Clasificatorias a Brasil 2014       |
| 51                       | 11 de junio de 2013      | Estadio Nacional, Santiago, Chile                               | Chile                    | 3-1                      | Bolivia                  |                          |                          | Clasificatorias a Brasil 2014       |
| 52                       | 14 de agosto de 2013     | Estadio Brøndby, Copenhague, Dinamarca                          | Irak                     | 0-6                      | Chile                    |                          |                          | Amistoso                            |
| 53                       | 6 de septiembre de 2013  | Estadio Nacional, Santiago, Chile                               | Chile                    | 3-0                      | Venezuela                |                          |                          | Clasificatorias a Brasil 2014       |
| 54                       | 10 de septiembre de 2013 | Stade de Genève, Ginebra, Suiza                                 | España                   | 2-2                      | Chile                    |                          |                          | Amistoso                            |
| 55                       | 11 de octubre de 2013    | Metropolitano Roberto Meléndez, Barranquilla, Colombia          | Colombia                 | 3-3                      | Chile                    |                          |                          | Clasificatorias a Brasil 2014       |
| 56                       | 15 de octubre de 2013    | Estadio Nacional, Santiago, Chile                               | Chile                    | 2-1                      | Ecuador                  | 37'                      |                          | Clasificatorias a Brasil 2014       |
| 57                       | 15 de noviembre de 2013  | Wembley, Londres, Inglaterra                                    | Inglaterra               | 0-2                      | Chile                    |                          |                          | Amistoso                            |
| 58                       | 19 de noviembre de 2013  | Rogers Centre, Toronto, Canadá                                  | Brasil                   | 2-1                      | Chile                    |                          |                          | Amistoso                            |
| 59                       | 5 de marzo de 2014       | Mercedes-Benz Arena, Stuttgart, Alemania                        | Alemania                 | 1-0                      | Chile                    |                          |                          | Amistoso                            |
| 60                       | 30 de mayo de 2014       | Estadio Nacional, Santiago, Chile                               | Chile                    | 3-2                      | Egipto                   |                          |                          | Amistoso                            |
| 61                       | 4 de junio de 2014       | Elías Figueroa Brander, Valparaíso, Chile                       | Chile                    | 2-0                      | Irlanda del Norte        |                          |                          | Amistoso                            |
| 62                       | 13 de junio de 2014      | Arena Pantanal, Cuiabá, Brasil                                  | Chile                    | 3-1                      | Australia                |                          |                          | Copa Mundial de Fútbol 2014         |
| 63                       | 18 de junio de 2014      | Maracaná, Río de Janeiro, Brasil                                | España                   | 0-2                      | Chile                    |                          |                          | Copa Mundial de Fútbol 2014         |
| 64                       | 23 de junio de 2014      | Arena Corinthians, São Paulo, Brasil                            | Países Bajos             | 2-0                      | Chile                    |                          |                          | Copa Mundial de Fútbol 2014         |
| 65                       | 28 de junio de 2014      | Mineirão, Belo Horizonte, Brasil                                | Brasil                   | 1-1 (t. s.) 3-2p         | Chile                    |                          |                          | Copa Mundial de Fútbol 2014         |
| 66                       | 6 de septiembre de 2014  | Levi's Stadium, Santa Clara, EEUU                               | México                   | 0-0                      | Chile                    |                          |                          | Amistoso                            |
| 67                       | 9 de septiembre de 2014  | Lockhart Stadium, Fort Lauderdale, EEUU                         | Chile                    | 1-0                      | Haití                    |                          |                          | Amistoso                            |
| 68                       | 10 de octubre de 2014    | Elías Figueroa Brander, Valparaíso, Chile                       | Chile                    | 3-0                      | Perú                     | 34'                      |                          | Amistoso                            |
| 69                       | 14 de octubre de 2014    | Francisco Sánchez Rumoroso, Coquimbo, Chile                     | Chile                    | 2-2                      | Bolivia                  |                          |                          | Amistoso                            |
| 70                       | 14 de noviembre de 2014  | Estadio CAP, Talcahuano, Chile                                  | Chile                    | 5-0                      | Venezuela                |                          |                          | Amistoso                            |
| 71                       | 18 de noviembre de 2014  | Monumental, Santiago, Chile                                     | Chile                    | 1-2                      | Uruguay                  |                          |                          | Amistoso                            |
| 72                       | 26 de marzo de 2015      | NV Arena, Sankt Pölten, Austria                                 | Irán                     | 2-0                      | Chile                    |                          |                          | Amistoso                            |
| 73                       | 29 de marzo de 2015      | Emirates Stadium, Londres, Inglaterra                           | Brasil                   | 1-0                      | Chile                    |                          |                          | Amistoso                            |
| 74                       | 5 de junio de 2015       | Estadio El Teniente, Rancagua, Chile                            | Chile                    | 1-0                      | El Salvador              |                          |                          | Amistoso                            |
| 75                       | 11 de junio de 2015      | Estadio Nacional, Santiago, Chile                               | Chile                    | 2-0                      | Ecuador                  |                          |                          | Copa América 2015                   |
| 76                       | 15 de junio de 2015      | Estadio Nacional, Santiago, Chile                               | Chile                    | 3-3                      | México                   |                          |                          | Copa América 2015                   |
| 77                       | 19 de junio de 2015      | Estadio Nacional, Santiago, Chile                               | Chile                    | 5-0                      | Bolivia                  | 79'                      |                          | Copa América 2015                   |
| 78                       | 24 de junio de 2015      | Estadio Nacional, Santiago, Chile                               | Chile                    | 1-0                      | Uruguay                  |                          |                          | Copa América 2015                   |
| 79                       | 29 de junio de 2015      | Estadio Nacional, Santiago, Chile                               | Chile                    | 2-1                      | Perú                     |                          | 63' a Eduardo Vargas     | Copa América 2015                   |
| 80                       | 4 de julio de 2015       | Estadio Nacional, Santiago, Chile                               | Chile                    | 0-0 (t. s.) 4-1p         | Argentina                |                          |                          | Copa América 2015                   |
| 81                       | 5 de septiembre de 2015  | Estadio Nacional, Santiago, Chile                               | Chile                    | 3-2                      | Paraguay                 |                          |                          | Amistoso                            |
| 82                       | 8 de octubre de 2015     | Estadio Nacional, Santiago, Chile                               | Chile                    | 2-0                      | Brasil                   |                          |                          | Clasificatorias a Rusia 2018        |
| 83                       | 13 de octubre de 2015    | Estadio Nacional, Lima, Perú                                    | Perú                     | 3-4                      | Chile                    |                          |                          | Clasificatorias a Rusia 2018        |
| 84                       | 12 de noviembre de 2015  | Estadio Nacional, Santiago, Chile                               | Chile                    | 1-1                      | Colombia                 |                          |                          | Clasificatorias a Rusia 2018        |
| 85                       | 17 de noviembre de 2015  | Centenario, Montevideo, Uruguay                                 | Uruguay                  | 3-0                      | Chile                    |                          |                          | Clasificatorias a Rusia 2018        |
| 86                       | 24 de marzo de 2016      | Estadio Nacional, Santiago, Chile                               | Chile                    | 1-2                      | Argentina                |                          |                          | Clasificatorias a Rusia 2018        |
| 87                       | 29 de marzo de 2016      | Estadio Agustín Tovar, Barinas, Venezuela                       | Venezuela                | 1-4                      | Chile                    |                          |                          | Clasificatorias a Rusia 2018        |
| 88                       | 27 de mayo de 2016       | Sausalito, Viña del Mar, Chile                                  | Chile                    | 1-2                      | Jamaica                  |                          |                          | Amistoso                            |
| 89                       | 1 de junio de 2016       | Estadio Qualcomm, San Diego, EEUU                               | México                   | 1-0                      | Chile                    |                          |                          | Amistoso                            |
| 90                       | 6 de junio de 2016       | Levi's Stadium, Santa Clara, EEUU                               | Argentina                | 2-1                      | Chile                    |                          |                          | Copa América Centenario 2016        |
| 91                       | 10 de junio de 2016      | Gillette Stadium, Foxborough, EEUU                              | Chile                    | 2-1                      | Bolivia                  |                          |                          | Copa América Centenario 2016        |
| 92                       | 14 de junio de 2016      | Lincoln Financial Field, Filadelfia, EEUU                       | Chile                    | 4-2                      | Panamá                   |                          |                          | Copa América Centenario 2016        |
| 93                       | 18 de junio de 2016      | Levi's Stadium, Santa Clara, EEUU                               | México                   | 0-7                      | Chile                    |                          |                          | Copa América Centenario 2016        |
| 94                       | 22 de junio de 2016      | Soldier Field, Chicago, EEUU                                    | Colombia                 | 0-2                      | Chile                    |                          |                          | Copa América Centenario 2016        |
| 95                       | 26 de junio de 2016      | MetLife Stadium, East Rutherford, EEUU                          | Argentina                | 0-0 (t. s.) 2-4p         | Chile                    |                          |                          | Copa América Centenario 2016        |
| 96                       | 1 de septiembre de 2016  | Defensores del Chaco, Asunción, Paraguay                        | Paraguay                 | 2-1                      | Chile                    |                          |                          | Clasificatorias a Rusia 2018        |
| 97                       | 15 de noviembre de 2016  | Nacional, Santiago, Chile                                       | Chile                    | 3-1                      | Uruguay                  |                          |                          | Clasificatorias a Rusia 2018        |
| 98                       | 23 de marzo de 2017      | Monumental, Buenos Aires, Argentina                             | Argentina                | 1-0                      | Chile                    |                          |                          | Clasificatorias a Rusia 2018        |
| 99                       | 28 de marzo de 2017      | Monumental, Santiago, Chile                                     | Chile                    | 3-1                      | Venezuela                |                          |                          | Clasificatorias a Rusia 2018        |
| 100                      | 9 de junio de 2017       | VEB Arena, Moscú, Rusia                                         | Rusia                    | 1-1                      | Chile                    |                          |                          | Amistoso                            |
| 101                      | 13 de junio de 2017      | Cluj Arena, Cluj, Rumanía                                       | Rumania                  | 3-2                      | Chile                    |                          |                          | Amistoso                            |
| 102                      | 18 de junio de 2017      | Otkrytie Arena, Moscú, Rusia                                    | Camerún                  | 0-2                      | Chile                    |                          |                          | Copa Confederaciones 2017           |
| 103                      | 22 de junio de 2017      | Kazán Arena, Kazán, Rusia                                       | Alemania                 | 1-1                      | Chile                    |                          |                          | Copa Confederaciones 2017           |
| 104                      | 28 de junio de 2017      | Kazán Arena, Kazán, Rusia                                       | Portugal                 | 0-0 (t. s.) 0-3p         | Chile                    |                          |                          | Copa Confederaciones 2017           |
| 105                      | 2 de julio de 2017       | Estadio Krestovski, San Petersburgo, Rusia                      | Chile                    | 0-1                      | Alemania                 |                          |                          | Copa Confederaciones 2017           |
| 106                      | 31 de agosto de 2017     | Monumental, Santiago, Chile                                     | Chile                    | 0-3                      | Paraguay                 |                          |                          | Clasificatorias a Rusia 2018        |
| 107                      | 5 de septiembre de 2017  | Hernando Siles, La Paz, Bolivia                                 | Bolivia                  | 1-0                      | Chile                    |                          |                          | Clasificatorias a Rusia 2018        |
| 108                      | 5 de octubre de 2017     | Monumental, Santiago, Chile                                     | Chile                    | 2-1                      | Ecuador                  |                          |                          | Clasificatorias a Rusia 2018        |
| 109                      | 10 de octubre de 2017    | Allianz Parque, São Paulo, Brasil                               | Brasil                   | 3-0                      | Chile                    |                          |                          | Clasificatorias a Rusia 2018        |
| 110                      | 27 de marzo de 2018      | Aalborg Portland Park, Aalborg, Dinamarca                       | Dinamarca                | 0-0                      | Chile                    |                          |                          | Amistoso                            |
| 111                      | 31 de mayo de 2018       | Sportzentrum Graz-Weinzödl, Graz, Austria                       | Rumania                  | 3-2                      | Chile                    |                          |                          | Amistoso                            |
| 112                      | 11 de septiembre de 2018 | Suwon World Cup, Suwon, Corea del Sur                           | Corea del Sur            | 0-0                      | Chile                    |                          |                          | Amistoso                            |
| 113                      | 12 de octubre de 2018    | Hard Rock Stadium, Miami, EEUU                                  | Perú                     | 3-0                      | Chile                    |                          |                          | Amistoso                            |
| 114                      | 16 de octubre de 2018    | La Corregidora, Querétaro, México                               | México                   | 0-1                      | Chile                    |                          |                          | Amistoso                            |
| 115                      | 16 de noviembre de 2018  | Estadio El Teniente, Rancagua, Chile                            | Chile                    | 2-3                      | Costa Rica               |                          |                          | Amistoso                            |
| 116                      | 20 de noviembre de 2018  | Estadio Germán Becker, Temuco, Chile                            | Chile                    | 4-1                      | Honduras                 |                          |                          | Amistoso                            |
| 117                      | 22 de marzo de 2019      | SDCCU Stadium, San Diego, Estados Unidos                        | México                   | 3-1                      | Chile                    |                          |                          | Amistoso                            |
| 118                      | 26 de marzo de 2019      | BBVA Compass Stadium, Houston, Estados Unidos                   | Estados Unidos           | 1-1                      | Chile                    |                          |                          | Amistoso                            |
| 119                      | 6 de junio de 2019       | Estadio La Portada, La Serena, Chile                            | Chile                    | 2-1                      | Haití                    |                          |                          | Amistoso                            |
| 120                      | 17 de junio de 2019      | Estadio Morumbi, São Paulo, Brasil                              | Japón                    | 0-4                      | Chile                    |                          |                          | Copa América 2019                   |
| 121                      | 21 de junio de 2019      | Arena Fonte Nova, Salvador, Brasil                              | Ecuador                  | 1-2                      | Chile                    |                          |                          | Copa América 2019                   |
| 122                      | 24 de junio de 2019      | Maracaná, Río de Janeiro, Brasil                                | Chile                    | 0-1                      | Uruguay                  |                          |                          | Copa América 2019                   |
| 123                      | 28 de junio de 2019      | Arena Corinthians, São Paulo, Brasil                            | Colombia                 | 0-0 4-5p                 | Chile                    |                          |                          | Copa América 2019                   |
| 124                      | 3 de julio de 2019       | Arena do Grêmio, Porto Alegre, Brasil                           | Chile                    | 0-3                      | Perú                     |                          |                          | Copa América 2019                   |
| 125                      | 6 de julio de 2019       | Arena Corinthians, São Paulo, Brasil                            | Argentina                | 2-1                      | Chile                    |                          |                          | Copa América 2019                   |
| 126                      | 12 de octubre de 2019    | José Rico Pérez, Alicante, España                               | Colombia                 | 0-0                      | Chile                    |                          |                          | Amistoso                            |
| 127                      | 26 de marzo de 2021      | Estadio El Teniente, Rancagua, Chile                            | Chile                    | 2-1                      | Bolivia                  |                          |                          | Amistoso                            |
| 128                      | 3 de junio de 2021       | Único Madre de Ciudades, Santiago del Estero, Argentina         | Argentina                | 1-1                      | Chile                    |                          | 36' a Alexis Sánchez     | Clasificatorias a Catar 2022        |
| 129                      | 8 de junio de 2021       | San Carlos de Apoquindo, Santiago, Chile                        | Chile                    | 1-1                      | Bolivia                  |                          |                          | Clasificatorias a Catar 2022        |
| 130                      | 14 de junio de 2021      | Estadio Nilton Santos, Río de Janeiro, Brasil                   | Argentina                | 1-1                      | Chile                    |                          |                          | Copa América 2021                   |
| 131                      | 18 de junio de 2021      | Arena Pantanal, Cuiabá, Brasil                                  | Chile                    | 1-0                      | Bolivia                  |                          |                          | Copa América 2021                   |
| 132                      | 21 de junio de 2021      | Arena Pantanal, Cuiabá, Brasil                                  | Uruguay                  | 1-1                      | Chile                    |                          |                          | Copa América 2021                   |
| 133                      | 24 de junio de 2021      | Mané Garrincha, Brasilia, Brasil                                | Chile                    | 0-2                      | Paraguay                 |                          |                          | Copa América 2021                   |
| 134                      | 2 de julio de 2021       | Olímpico Nilton Santos, Río de Janeiro, Brasil                  | Brasil                   | 1-0                      | Chile                    |                          |                          | Copa América 2021                   |
| 135                      | 2 de septiembre de 2021  | Monumental, Santiago, Chile                                     | Chile                    | 0-1                      | Brasil                   |                          |                          | Clasificatorias a Catar 2022        |
| 136                      | 5 de septiembre de 2021  | Rodrigo Paz Delgado, Quito, Ecuador                             | Ecuador                  | 0-0                      | Chile                    |                          |                          | Clasificatorias a Catar 2022        |
| 137                      | 9 de septiembre de 2021  | Metropolitano Roberto Meléndez, Barranquilla, Colombia          | Colombia                 | 3-1                      | Chile                    |                          |                          | Clasificatorias a Catar 2022        |
| 138                      | 7 de octubre de 2021     | Estadio Nacional, Lima, Perú                                    | Perú                     | 2-0                      | Chile                    |                          |                          | Clasificatorias a Catar 2022        |
| 139                      | 14 de octubre de 2021    | San Carlos de Apoquindo, Santiago, Chile                        | Chile                    | 3-0                      | Venezuela                |                          |                          | Clasificatorias a Catar 2022        |
| 140                      | 11 de noviembre de 2021  | Defensores del Chaco, Asunción, Paraguay                        | Paraguay                 | 0-1                      | Chile                    |                          |                          | Clasificatorias a Catar 2022        |
| 141                      | 16 de noviembre de 2021  | San Carlos de Apoquindo, Santiago, Chile                        | Chile                    | 0-2                      | Ecuador                  |                          |                          | Clasificatorias a Catar 2022        |
| 142                      | 27 de enero de 2022      | Zorros del Desierto, Calama, Chile                              | Chile                    | 1-2                      | Argentina                |                          |                          | Clasificatorias a Catar 2022        |
| 143                      | 1 de febrero de 2022     | Hernando Siles, La Paz, Bolivia                                 | Bolivia                  | 2-3                      | Chile                    |                          |                          | Clasificatorias a Catar 2022        |
| 144                      | 24 de marzo de 2022      | Maracaná, Río de Janeiro, Brasil                                | Brasil                   | 4-0                      | Chile                    |                          |                          | Clasificatorias a Catar 2022        |
| 145                      | 29 de marzo de 2022      | San Carlos de Apoquindo, Santiago, Chile                        | Chile                    | 0-2                      | Uruguay                  |                          |                          | Clasificatorias a Catar 2022        |
| 146                      | 6 de junio de 2022       | Estadio Mundialista, Daejeon, Corea del Sur                     | Corea del Sur            | 2-0                      | Chile                    |                          |                          | Amistoso                            |
| 147                      | 10 de junio de 2022      | Noevir Kobe, Kōbe, Japón                                        | Chile                    | 0-2                      | Túnez                    |                          |                          | Copa Kirin 2022                     |
| 148                      | 14 de junio de 2022      | Panasonic Suita, Suita, Japón                                   | Chile                    | 0-0                      | Ghana                    |                          |                          | Copa Kirin 2022                     |
| 149                      | 23 de septiembre de 2022 | RCDE Stadium, Barcelona, España                                 | Marruecos                | 2-0                      | Chile                    |                          |                          | Amistoso                            |
| 150                      | 27 de septiembre de 2022 | Estadio Franz Horr, Viena, Austria                              | Catar                    | 2-2                      | Chile                    |                          |                          | Amistoso                            |
| 151                      | 16 de noviembre de 2022  | Estadio del Ejército Polaco, Varsovia, Polonia                  | Polonia                  | 1-0                      | Chile                    |                          |                          | Amistoso                            |
| 152                      | 20 de noviembre de 2022  | Tehelné pole, Bratislava, Eslovaquia                            | Eslovaquia               | 0-0                      | Chile                    |                          |                          | Amistoso                            |
| 153                      | 27 de marzo de 2023      | Monumental, Santiago, Chile                                     | Chile                    | 3-2                      | Paraguay                 |                          |                          | Amistoso                            |
| 154                      | 11 de junio de 2023      | Estadio Ester Roa Rebolledo, Concepción, Chile                  | Chile                    | 3-0                      | Cuba                     |                          |                          | Amistoso                            |
| 155                      | 16 de junio de 2023      | Sausalito, Viña del Mar, Chile                                  | Chile                    | 5-0                      | República Dominicana     |                          |                          | Amistoso                            |
| 156                      | 20 de junio de 2023      | Estadio Ramón Aguilera Costas, Santa Cruz de la Sierra, Bolivia | Bolivia                  | 0-0                      | Chile                    |                          |                          | Amistoso                            |
| 157                      | 8 de septiembre de 2023  | Centenario, Montevideo, Uruguay                                 | Uruguay                  | 3-1                      | Chile                    |                          |                          | Clasificatorias a Norteamérica 2026 |
| 158                      | 12 de septiembre de 2023 | Monumental, Santiago, Chile                                     | Chile                    | 0-0                      | Colombia                 |                          |                          | Clasificatorias a Norteamérica 2026 |
| 159                      | 12 de octubre de 2023    | Monumental, Santiago, Chile                                     | Chile                    | 2-0                      | Perú                     |                          |                          | Clasificatorias a Norteamérica 2026 |
| 160                      | 17 de octubre de 2023    | Monumental, Maturín, Venezuela                                  | Venezuela                | 3-0                      | Chile                    |                          |                          | Clasificatorias a Norteamérica 2026 |
| Total                    |                          |                                                                 | Presencias               | 160                      | Goles                    | 7                        |                          |                                     |

Un partido amistoso frente a Nueva Zelanda disputado en 2010 constó de tres tiempos de 30 minutos cada uno a petición de los entrenadores de ambos elencos. Debido a que no cumple las reglas oficiales de la FIFA este partido no figura en su lista de partidos internacionales.
| Selección chilena | Selección chilena | Selección chilena | Selección chilena |
| Año               | Partidos          | Goles             | Asist.            |
| ----------------- | ----------------- | ----------------- | ----------------- |
| 2007              | 2                 | 0                 | 0                 |
| 2008              | 10                | 2                 | 2                 |
| 2009              | 9                 | 1                 | 1                 |
| 2010              | 7                 | 0                 | 0                 |
| 2011              | 13                | 1                 | 0                 |
| 2012              | 5                 | 0                 | 0                 |
| 2013              | 12                | 1                 | 0                 |
| 2014              | 13                | 1                 | 0                 |
| 2015              | 14                | 1                 | 1                 |
| 2016              | 12                | 0                 | 0                 |
| 2017              | 12                | 0                 | 0                 |
| 2018              | 7                 | 0                 | 0                 |
| 2019              | 10                | 0                 | 0                 |
| 2021              | 15                | 0                 | 1                 |
| 2022              | 11                | 0                 | 0                 |
| 2023              | 8                 | 0                 | 0                 |
| Total             | 160               | 7                 | 5                 |

### Goles con la Selección
Actualizado hasta el 19 de junio de 2015.
| Goles por la Selección de fútbol de Chile | Goles por la Selección de fútbol de Chile | Goles por la Selección de fútbol de Chile | Goles por la Selección de fútbol de Chile | Goles por la Selección de fútbol de Chile | Goles por la Selección de fútbol de Chile | Goles por la Selección de fútbol de Chile |
| #                                         | Fecha                                     | Lugar                                     | Rival                                     | Gol                                       | Resultado                                 | Competición                               |
| ----------------------------------------- | ----------------------------------------- | ----------------------------------------- | ----------------------------------------- | ----------------------------------------- | ----------------------------------------- | ----------------------------------------- |
| 1                                         | 15 de junio de 2008                       | Hernando Siles, La Paz, Bolivia           | Bolivia                                   | 0 – 1                                     | 0 – 2                                     | Clasificatorias a Sudáfrica 2010          |
| 2                                         | 15 de junio de 2008                       | Hernando Siles, La Paz, Bolivia           | Bolivia                                   | 0 – 2                                     | 0 – 2                                     | Clasificatorias a Sudáfrica 2010          |
| 3                                         | 25 de mayo de 2009                        | Fukuda Denshi Arena, Chiba                | Bélgica                                   | 1 – 1                                     | 1 – 1                                     | Copa Kirin                                |
| 4                                         | 11 de octubre de 2011                     | Estadio Monumental, Santiago              | Perú                                      | 3 – 0                                     | 4 – 2                                     | Clasificatorias a Brasil 2014             |
| 5                                         | 15 de octubre de 2013                     | Estadio Nacional, Santiago                | Ecuador                                   | 2 – 0                                     | 2 – 1                                     | Clasificatorias a Brasil 2014             |
| 6                                         | 10 de octubre de 2014                     | Elías Figueroa, Valparaíso, Chile         | Perú                                      | 2 – 0                                     | 3 – 0                                     | Amistoso                                  |
| 7                                         | 19 de junio de 2015                       | Estadio Nacional, Santiago                | Bolivia                                   | 4 – 0                                     | 5 – 0                                     | Copa América 2015                         |

## Estadísticas

### Clubes
| Club                         | Div.          | Temporada     | Liga  | Liga  | Liga   | Copas nacionales | Copas nacionales | Copas nacionales | Torneos internacionales | Torneos internacionales | Torneos internacionales | Total | Total | Total  |
| Club                         | Div.          | Temporada     | Part. | Goles | Asist. | Part.            | Goles            | Asist.           | Part.                   | Goles                   | Asist.                  | Part. | Goles | Asist. |
| ---------------------------- | ------------- | ------------- | ----- | ----- | ------ | ---------------- | ---------------- | ---------------- | ----------------------- | ----------------------- | ----------------------- | ----- | ----- | ------ |
| Universidad Católica · Chile | 1.ª           | 2006          | 1     | 0     | 0      | —                | —                | —                | —                       | —                       | —                       | 1     | 0     | 0      |
| Universidad Católica · Chile | 1.ª           | 2007          | 25    | 4     | 4      | —                | —                | —                | —                       | —                       | —                       | 25    | 4     | 4      |
| Universidad Católica · Chile | 1.ª           | 2008          | 31    | 5     | 6      | —                | —                | —                | 12                      | 1                       | 2                       | 43    | 6     | 8      |
| Universidad Católica · Chile | 1.ª           | 2009          | 13    | 1     | 1      | —                | —                | —                | —                       | —                       | —                       | 13    | 1     | 1      |
| Boca Juniors Argentina       | 1.ª           | 2009-10       | 29    | 7     | 1      | —                | —                | —                | 2                       | 0                       | 0                       | 31    | 7     | 1      |
| Boca Juniors Argentina       | 1.ª           | 2010          | 17    | 0     | 0      | —                | —                | —                | —                       | —                       | —                       | 17    | 0     | 0      |
| Sevilla FC · España          | 1.ª           | 2010-11       | 15    | 0     | 0      | 1                | 0                | 0                | 2                       | 0                       | 0                       | 18    | 0     | 0      |
| Sevilla FC · España          | 1.ª           | 2011-12       | 31    | 2     | 0      | 4                | 0                | 0                | 2                       | 0                       | 0                       | 37    | 2     | 0      |
| Sevilla FC · España          | 1.ª           | 2012-13       | 32    | 6     | 3      | 7                | 1                | 0                | —                       | —                       | —                       | 39    | 7     | 3      |
| Sevilla FC · España          | Total club    | Total club    | 78    | 8     | 3      | 12               | 1                | 0                | 4                       | 0                       | 0                       | 94    | 9     | 3      |
| Cardiff City F. C. Gales     | 1.ª           | 2013-14       | 34    | 0     | 1      | 1                | 0                | 0                | —                       | —                       | —                       | 35    | 0     | 1      |
| Cardiff City F. C. Gales     | Total club    | Total club    | 34    | 0     | 1      | 1                | 0                | 0                | 0                       | 0                       | 0                       | 35    | 0     | 1      |
| Inter de Milán · Italia      | 1.ª           | 2014-15       | 35    | 0     | 2      | 2                | 0                | 0                | 7                       | 0                       | 1                       | 44    | 0     | 3      |
| Inter de Milán · Italia      | 1.ª           | 2015-16       | 30    | 1     | 1      | 4                | 0                | 2                | —                       | —                       | —                       | 34    | 1     | 3      |
| Inter de Milán · Italia      | 1.ª           | 2016-17       | 26    | 0     | 0      | 2                | 0                | 0                | 3                       | 0                       | 0                       | 31    | 0     | 0      |
| Inter de Milán · Italia      | Total club    | Total club    | 91    | 1     | 3      | 8                | 0                | 2                | 10                      | 0                       | 1                       | 109   | 1     | 6      |
| Beşiktaş Turquía             | 1.ª           | 2017-18       | 25    | 1     | 1      | 7                | 0                | 1                | 8                       | 0                       | 0                       | 40    | 1     | 2      |
| Beşiktaş Turquía             | 1.ª           | 2018-19       | 24    | 0     | 0      | —                | —                | —                | 11                      | 0                       | 0                       | 35    | 0     | 0      |
| Beşiktaş Turquía             | 1.ª           | 2019-20       | 2     | 0     | 0      | —                | —                | —                | —                       | —                       | —                       | 2     | 0     | 0      |
| Beşiktaş Turquía             | Total club    | Total club    | 51    | 1     | 1      | 7                | 0                | 1                | 19                      | 0                       | 0                       | 77    | 1     | 2      |
| Bologna FC 1909 · Italia     | 1.ª           | 2019-20       | 23    | 0     | 0      | 1                | 0                | 0                | —                       | —                       | —                       | 24    | 0     | 0      |
| Bologna FC 1909 · Italia     | 1.ª           | 2020-21       | 11    | 0     | 1      | 1                | 0                | 0                | —                       | —                       | —                       | 12    | 0     | 1      |
| Bologna FC 1909 · Italia     | 1.ª           | 2021-22       | 33    | 0     | 1      | 1                | 0                | 0                | —                       | —                       | —                       | 34    | 0     | 1      |
| Bologna FC 1909 · Italia     | 1.ª           | 2022-23       | 29    | 0     | 1      | 2                | 0                | 0                | —                       | —                       | —                       | 31    | 0     | 1      |
| Bologna FC 1909 · Italia     | Total club    | Total club    | 96    | 0     | 3      | 5                | 0                | 0                | 0                       | 0                       | 0                       | 101   | 0     | 3      |
| Vasco da Gama · Brasil       | 1.ª           | 2023          | 20    | 0     | 0      | 0                | 0                | 0                | —                       | —                       | —                       | 20    | 0     | 0      |
| Vasco da Gama · Brasil       | 1.ª           | 2024          | 2     | 0     | 0      | 10               | 0                | 0                | —                       | —                       | —                       | 12    | 0     | 0      |
| Vasco da Gama · Brasil       | Total club    | Total club    | 22    | 0     | 0      | 10               | 0                | 0                | 0                       | 0                       | 0                       | 32    | 0     | 0      |
| Boca Juniors Argentina       | 1.ª           | 2024          | 9     | 0     | 0      | —                | —                | —                | 2                       | 0                       | 0                       | 11    | 0     | 0      |
| Boca Juniors Argentina       | Total club    | Total club    | 55    | 7     | 1      | 0                | 0                | 0                | 4                       | 0                       | 0                       | 59    | 7     | 1      |
| Universidad Católica · Chile | 1.ª           | 2025          | 10    | 0     | 0      | 5                | 0                | 0                | 0                       | 0                       | 0                       | 15    | 0     | 0      |
| Universidad Católica · Chile | Total club    | Total club    | 80    | 10    | 11     | 5                | 0                | 0                | 12                      | 1                       | 2                       | 97    | 11    | 13     |
| Total carrera                | Total carrera | Total carrera | 507   | 27    | 23     | 48               | 1                | 3                | 49                      | 1                       | 3                       | 604   | 29    | 29     |
| 1. 2. 3.                     |               |               |       |       |        |                  |                  |                  |                         |                         |                         |       |       |        |

### Selecciones
| Selección      | Temporada     | Amistosos | Amistosos | Amistosos | Sudamérica | Sudamérica | Sudamérica | Mundial | Mundial | Mundial | Total | Total | Total  |
| Selección      | Temporada     | Part.     | Goles     | Asist.    | Part.      | Goles      | Asist.     | Part.   | Goles   | Asist.  | Part. | Goles | Asist. |
| -------------- | ------------- | --------- | --------- | --------- | ---------- | ---------- | ---------- | ------- | ------- | ------- | ----- | ----- | ------ |
| Sub-20 · Chile | 2007          | 3         | 0         | 0         | 7          | 0          | 0          | 6       | 0       | 0       | 16    | 0     | 0      |
| Sub-20 · Chile | Total         | 3         | 0         | 0         | 7          | 0          | 0          | 6       | 0       | 0       | 16    | 0     | 0      |
| Sub-23 · Chile | 2008          | 8         | 0         | 0         | —          | —          | —          | —       | —       | —       | 8     | 0     | 0      |
| Sub-23 · Chile | Total         | 8         | 0         | 0         | 0          | 0          | 0          | 0       | 0       | 0       | 8     | 0     | 0      |
| Adulta · Chile | 2007          | 2         | 0         | 0         | —          | —          | —          | —       | —       | —       | 2     | 0     | 0      |
| Adulta · Chile | 2008          | 4         | 0         | 0         | 6          | 2          | 2          | —       | —       | —       | 10    | 2     | 2      |
| Adulta · Chile | 2009          | 3         | 1         | 0         | 6          | 0          | 1          | —       | —       | —       | 9     | 1     | 1      |
| Adulta · Chile | 2010          | 4         | 0         | 0         | —          | —          | —          | 3       | 0       | 0       | 7     | 0     | 0      |
| Adulta · Chile | 2011          | 6         | 0         | 1         | 7          | 1          | 0          | —       | —       | —       | 13    | 1     | 1      |
| Adulta · Chile | 2012          | 3         | 0         | 0         | 2          | 0          | 0          | —       | —       | —       | 5     | 0     | 0      |
| Adulta · Chile | 2013          | 5         | 0         | 0         | 7          | 1          | 0          | —       | —       | —       | 12    | 1     | 0      |
| Adulta · Chile | 2014          | 9         | 1         | 0         | —          | —          | —          | 4       | 0       | 0       | 13    | 1     | 0      |
| Adulta · Chile | 2015          | 4         | 0         | 0         | 10         | 1          | 1          | —       | —       | —       | 14    | 1     | 1      |
| Adulta · Chile | 2016          | 2         | 0         | 0         | 10         | 0          | 0          | —       | —       | —       | 12    | 0     | 0      |
| Adulta · Chile | 2017          | 2         | 0         | 0         | 6          | 0          | 0          | 4       | 0       | 0       | 12    | 0     | 0      |
| Adulta · Chile | 2018          | 7         | 0         | 0         | —          | —          | —          | —       | —       | —       | 7     | 0     | 0      |
| Adulta · Chile | 2019          | 4         | 0         | 0         | 6          | 0          | 0          | —       | —       | —       | 10    | 0     | 0      |
| Adulta · Chile | 2020          | 0         | 0         | 0         | 0          | 0          | 0          | —       | —       | —       | 0     | 0     | 0      |
| Adulta · Chile | 2021          | 1         | 0         | 0         | 14         | 0          | 1          | —       | —       | —       | 15    | 0     | 1      |
| Adulta · Chile | 2022          | 7         | 0         | 0         | 4          | 0          | 0          | —       | —       | —       | 11    | 0     | 0      |
| Adulta · Chile | 2023          | 4         | 0         | 0         | 4          | 0          | 0          | —       | —       | —       | 8     | 0     | 0      |
| Adulta · Chile | Total         | 67        | 2         | 1         | 82         | 5          | 5          | 11      | 0       | 0       | 160   | 7     | 6      |
| Total carrera  | Total carrera | 78        | 2         | 1         | 89         | 5          | 5          | 17      | 0       | 0       | 184   | 7     | 6      |
| 1. 2.          |               |           |           |           |            |            |            |         |         |         |       |       |        |

### Resumen estadístico
| Competición           | Partidos | Goles | Asistencias |
| --------------------- | -------- | ----- | ----------- |
| Primera División      | 507      | 27    | 23          |
| Copas nacionales      | 48       | 1     | 3           |
| Copas internacionales | 49       | 1     | 3           |
| Selección absoluta    | 160      | 7     | 5           |
| Selección sub-23      | 8        | 0     | 0           |
| Selección sub-20      | 16       | 0     | 0           |
| Total                 | 788      | 36    | 34          |

## Palmarés

### Campeonatos internacionales
| Título       | Equipo             | Sede           | Año  |
| ------------ | ------------------ | -------------- | ---- |
| Copa América | Selección de Chile | Chile          | 2015 |
| Copa América | Selección de Chile | Estados Unidos | 2016 |

### Distinciones individuales
| Distinción                                                                          | Año  |
| ----------------------------------------------------------------------------------- | ---- |
| Parte del Equipo Ideal de la Copa Libertadores                                      | 2008 |
| Mejor mediocampista del Campeonato Chileno                                          | 2008 |
| Mejor futbolista del Campeonato Chileno                                             | 2008 |
| Parte del Equipo Ideal de América                                                   | 2009 |
| Equipo Ideal de la Clasificación de Conmebol para la Copa Mundial de Fútbol de 2010 | 2009 |
| Mejor jugador de la fase de grupos del Mundial Sudáfrica 2010 Índice FIFA Castrol   | 2010 |
| Equipo Ideal de la Clasificación de Conmebol para la Copa Mundial de Fútbol de 2014 | 2014 |
| Jugador con mejor cantidad de pases buenos en la Serie A (Italia) 2014-15           | 2015 |
| Parte del Equipo Ideal de la Copa América 2015                                      | 2015 |
| Dentro de los jugadores nominado a Balón de Oro de la FIFA                          | 2015 |
| Parte del Equipo Ideal de la Copa América Centenario 2016                           | 2016 |
| Parte del Equipo Ideal de la Copa Confederaciones 2017                              | 2017 |